# Parc zoologique et botanique de Mulhouse
Le Parc zoologique et botanique de Mulhouse est un parc zoologique français situé en région Grand Est, dans le Haut-Rhin, au sud-est de la ville de Mulhouse. Créé en 1868 par des industriels, menés par Charles Thierry-Mieg fils, il sera successivement la propriété du Cercle mulhousien, de la Société industrielle de Mulhouse, puis de la Ville à partir de 1893. Il est aujourd'hui géré par la communauté d'agglomération de la région mulhousienne, Mulhouse Alsace Agglomération. Son directeur est, depuis 2024, le vétérinaire Benoît Quintard. 
Situé dans le quartier du Rebberg, en bordure de la forêt du Tannenwald, il s’étend sur 25 hectares et présente plus de 900 animaux de 170 espèces, ainsi que 3 500 variétés de plantes. Parmi les espèces emblématiques du parc on trouve les primates, avec notamment neuf espèces de lémuriens et quatre espèces de gibbons, et la faune arctique (ours blancs, bœufs musqués, renards polaires...) regroupée au sein de l'espace grand Nord. Le parc détient le label national « jardin remarquable » du ministère de la Culture pour ses collections botaniques : arbres remarquables, jardins des iris, pivoines et rhododendrons.
Le zoo, membre permanent de l'Association européenne des zoos et aquariums (EAZA), s'engage dans la conservation ex situ en participant à des programmes européens pour les espèces menacées (EEP) dont il en coordonne neuf. Il soutient aussi des associations de conservation in situ œuvrant sur le terrain et réintroduit des animaux dans leur milieu naturel, en France et en Afrique. Il est également membre de l'Association mondiale des zoos et aquariums (WAZA). 
Il est le 1er site touristique du Haut-Rhin, le 5e du Grand Est, et accueille chaque année près de 350 000 visiteurs. 

## Historique
Le Parc zoologique et botanique de Mulhouse est l’un des plus anciens zoos de France. Créé en 1868 pour « divertir la classe ouvrière », par des industriels menés par Charles Thierry-Mieg fils, il construit son identité sur sa double nationalité et se transforme petit à petit pour devenir un parc esthétique et scientifique.

### XIXesiècle
En pleine période d’essor industriel, les chefs d’entreprise locaux regroupés au sein de la Société industrielle de Mulhouse (SIM) créent le « Parc du peuple », afin d’offrir à la classe ouvrière un espace de détente et de loisirs, pour un prix d’entrée modique. Dans les quatre hectares de ce parc de style romantique, on peut observer notamment cerfs, kangourous, oiseaux, mais aussi faire sa gymnastique ou écouter des concerts.
Très fréquenté, le parc nécessite une gestion et des investissements auxquels la SIM ne peut faire face. La ville de Mulhouse le prend alors en charge. De nouveaux animaux arrivent, parmi eux des ours bruns et des otaries. Le Parc se dynamise et s’étend désormais sur douze hectares, avec en particulier un kiosque pour les concerts et un restaurant.

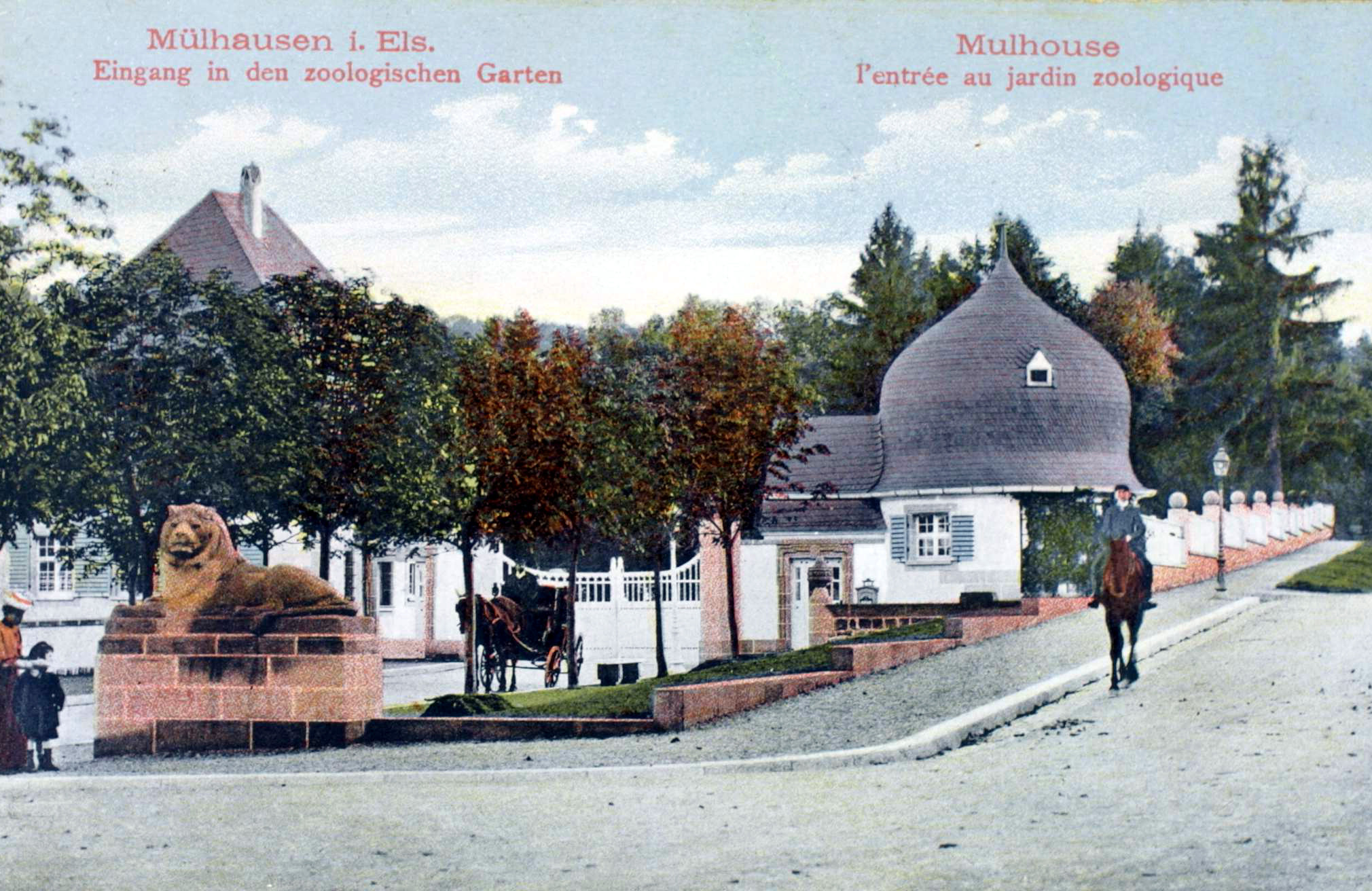
L'ancienne entrée du parc, au croisement de la rue du jardin zoologique et de la rue de la 9e division d'infanterie coloniale.
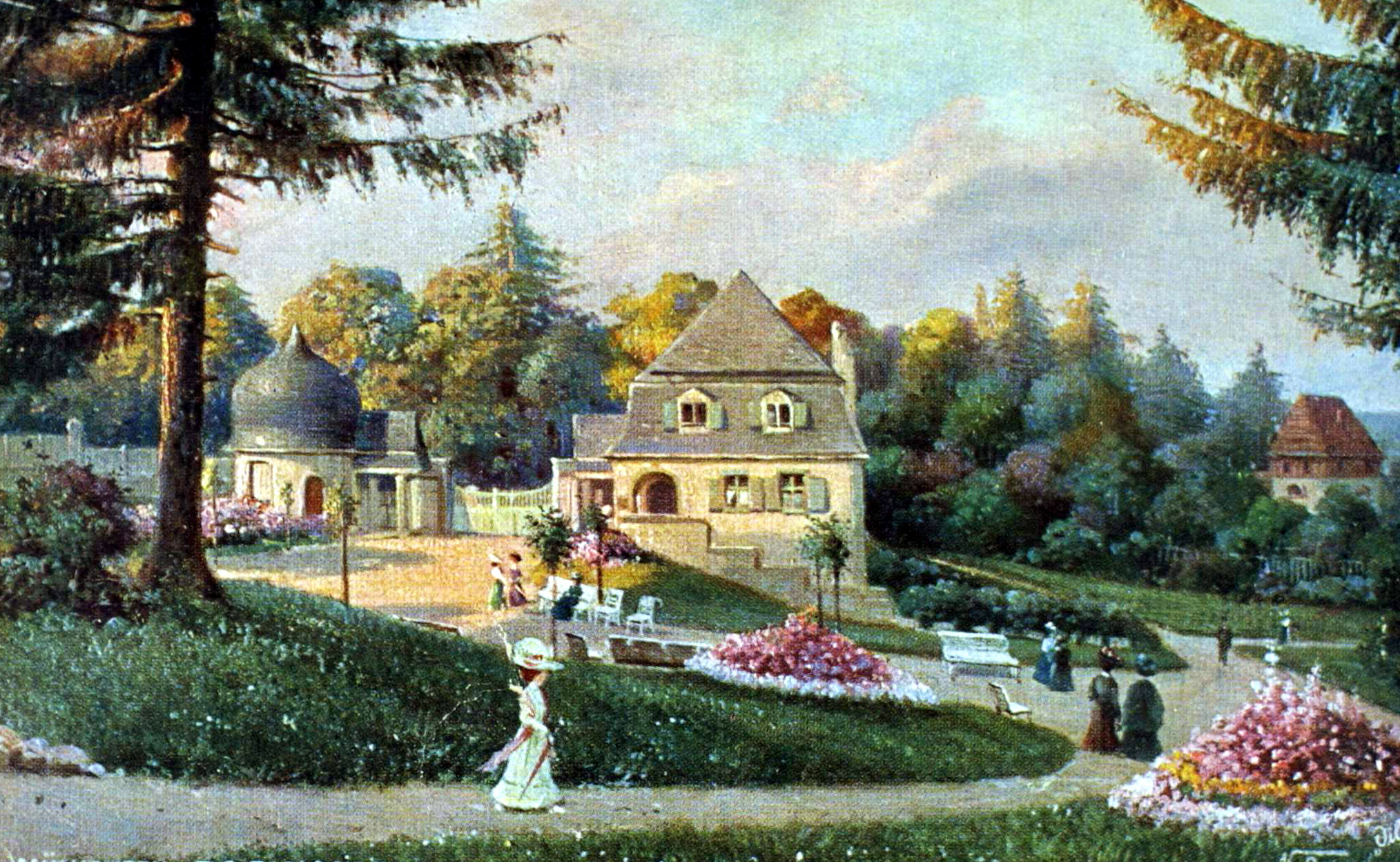
L'ancienne entrée, vue de l'intérieur du parc.
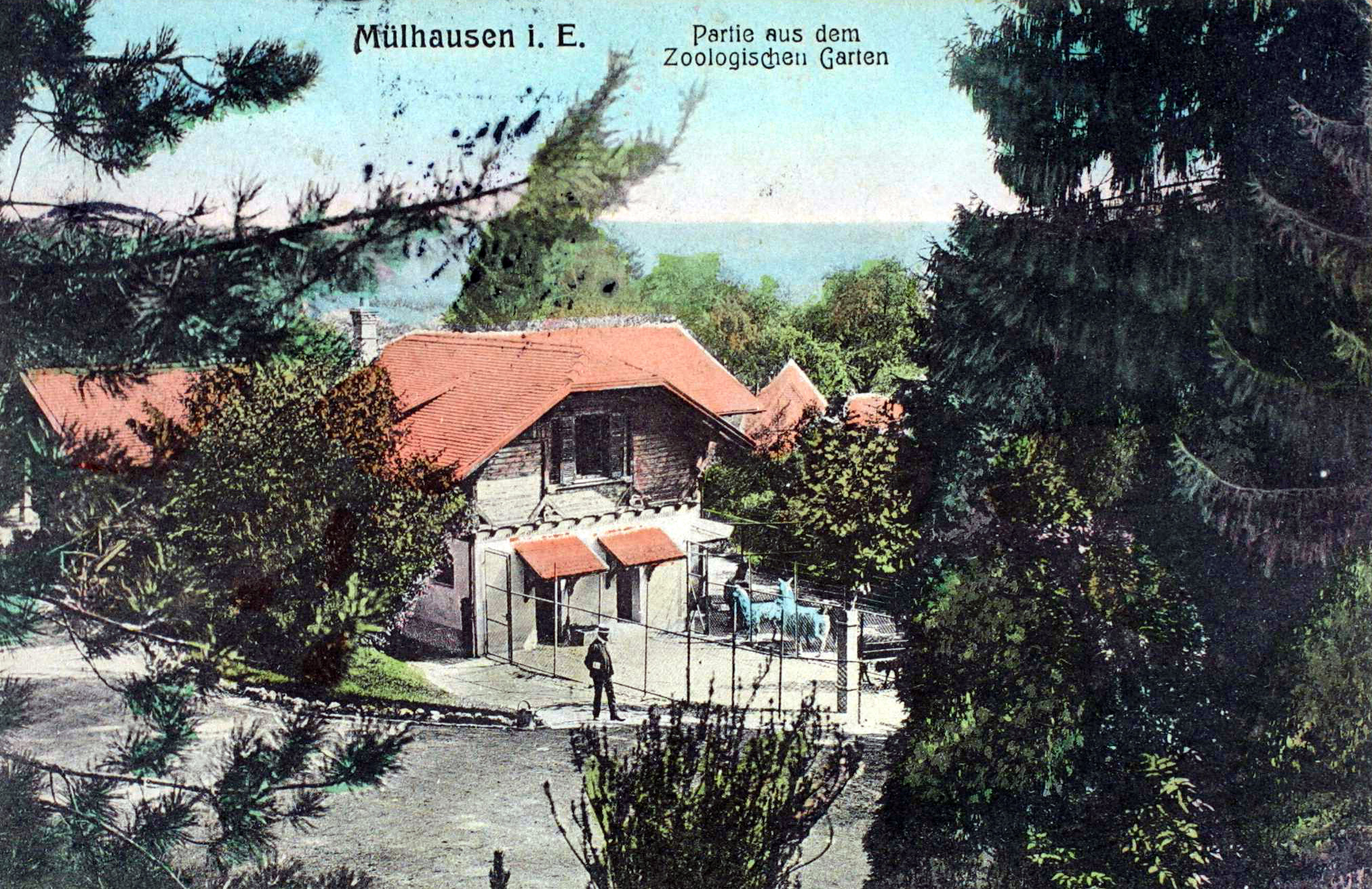
Une vue intérieure du parc.
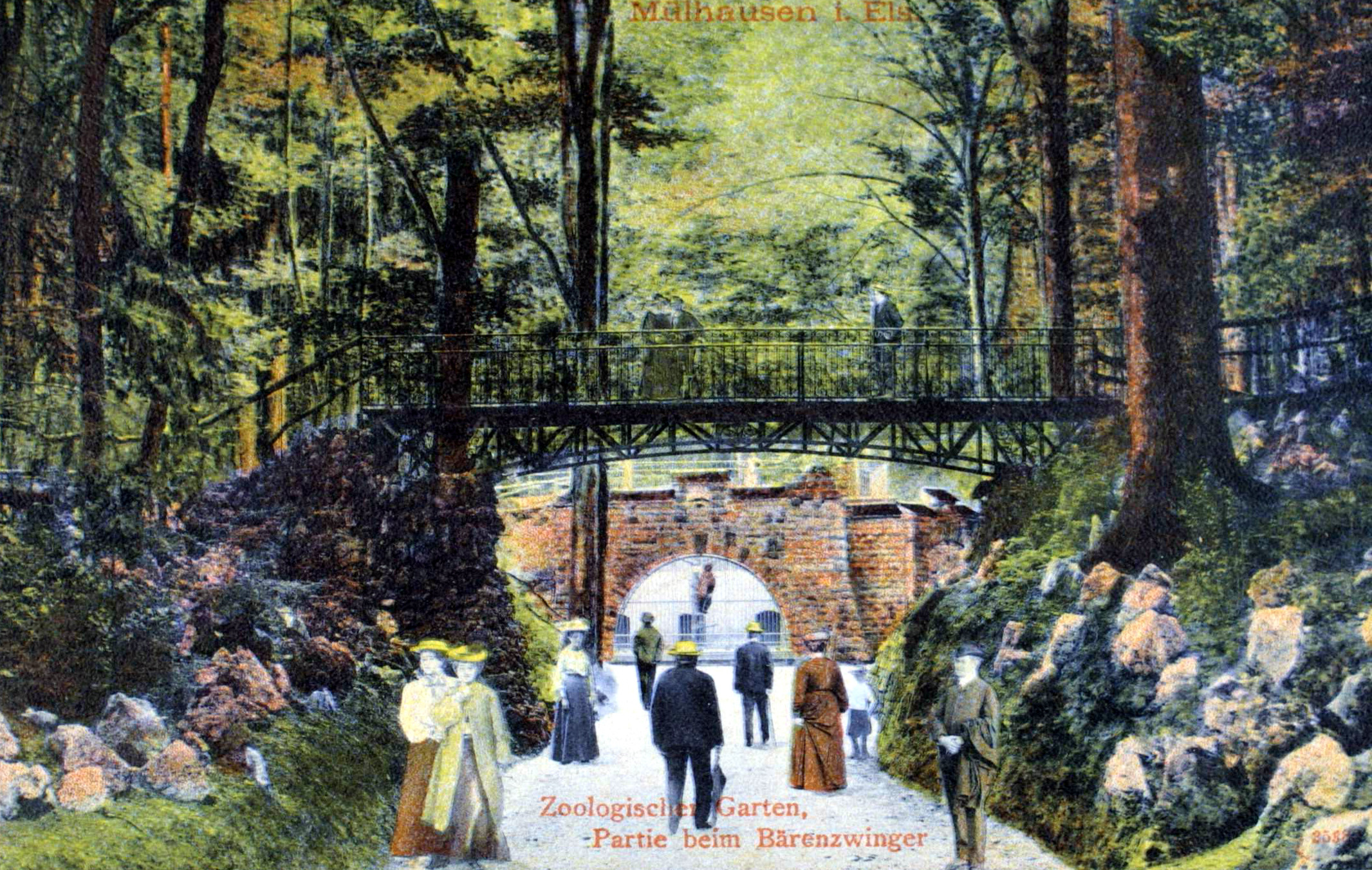
L'enclos des ours.

### XXesiècle
La période des deux guerres sera difficile : bâtiments endommagés, arbres abattus… Le Parc se relève avec une vaste opération de rénovation qui durera jusqu’en 1948.
La « petite école du zoo », animée le jeudi par des enseignants bénévoles, marque la naissance du service pédagogique du Parc, en 1965. Un an plus tard, chaque enclos est équipé d’un panneau qui détaille les caractéristiques de l’espèce présentée. En 1977, le jardin botanique intègre à son tour la dimension éducative en créant le parcours des arbres remarquables et la zone d’expositions florales. Le Parc se renforce notamment avec, en 1968, la construction d’une singerie.
Les années 1980 marquent un tournant dans la vie du Parc zoologique et botanique de Mulhouse. La faune présentée se diversifie avec l’arrivée d’animaux emblématiques. En parallèle, le Parc s’implique davantage dans la préservation de la flore en exposant des plantes menacées du massif des Vosges et du massif du Jura. Tous les végétaux sont étiquetés avec leur nom scientifique et la collection botanique s’étoffe avec la plantation de nouvelles essences d’arbres et d’arbustes. Les premiers jardins thématiques sont conçus : iris, pivoines, rhododendrons…

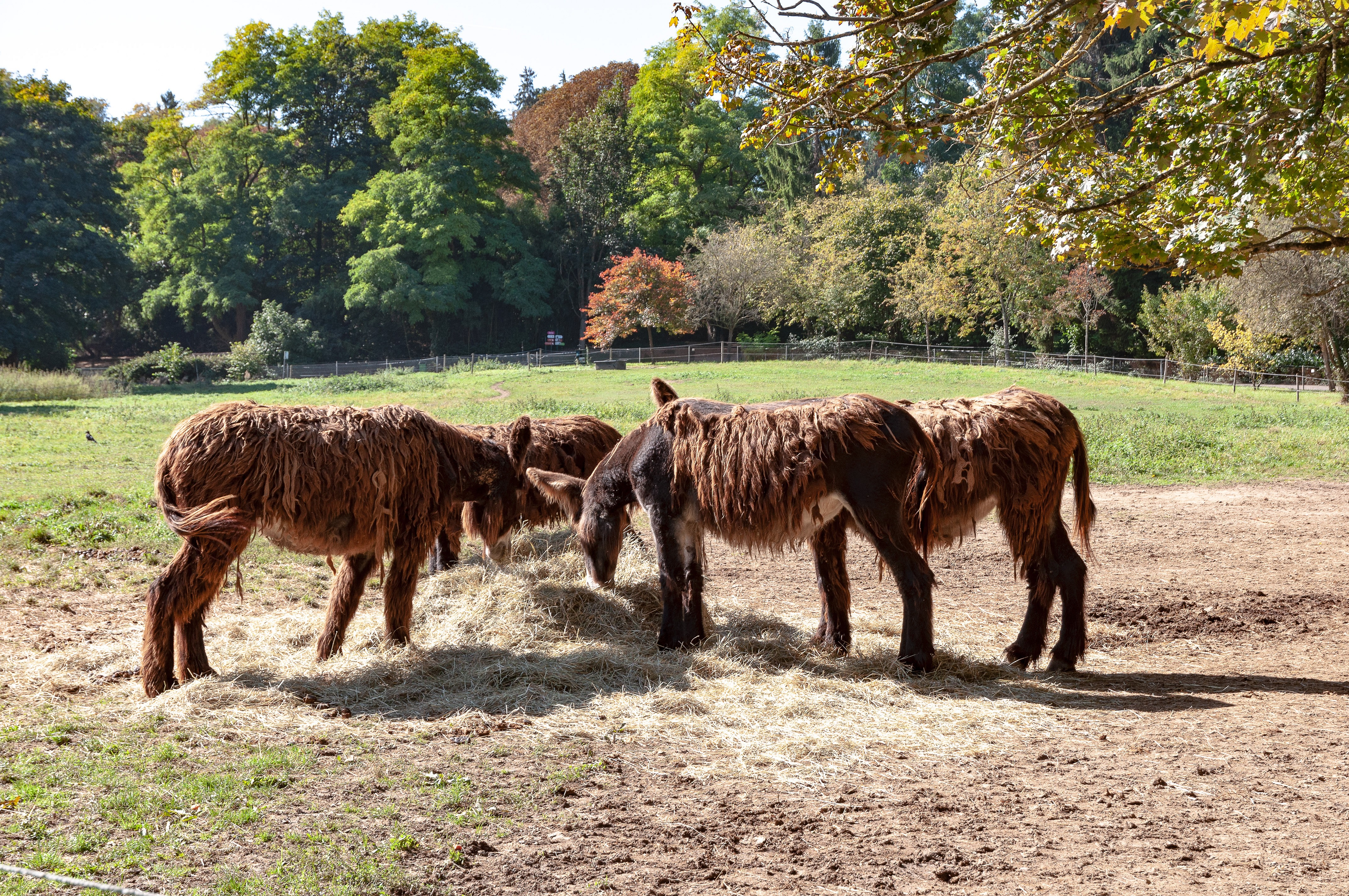
Baudets du Poitou.

### XXIesiècle

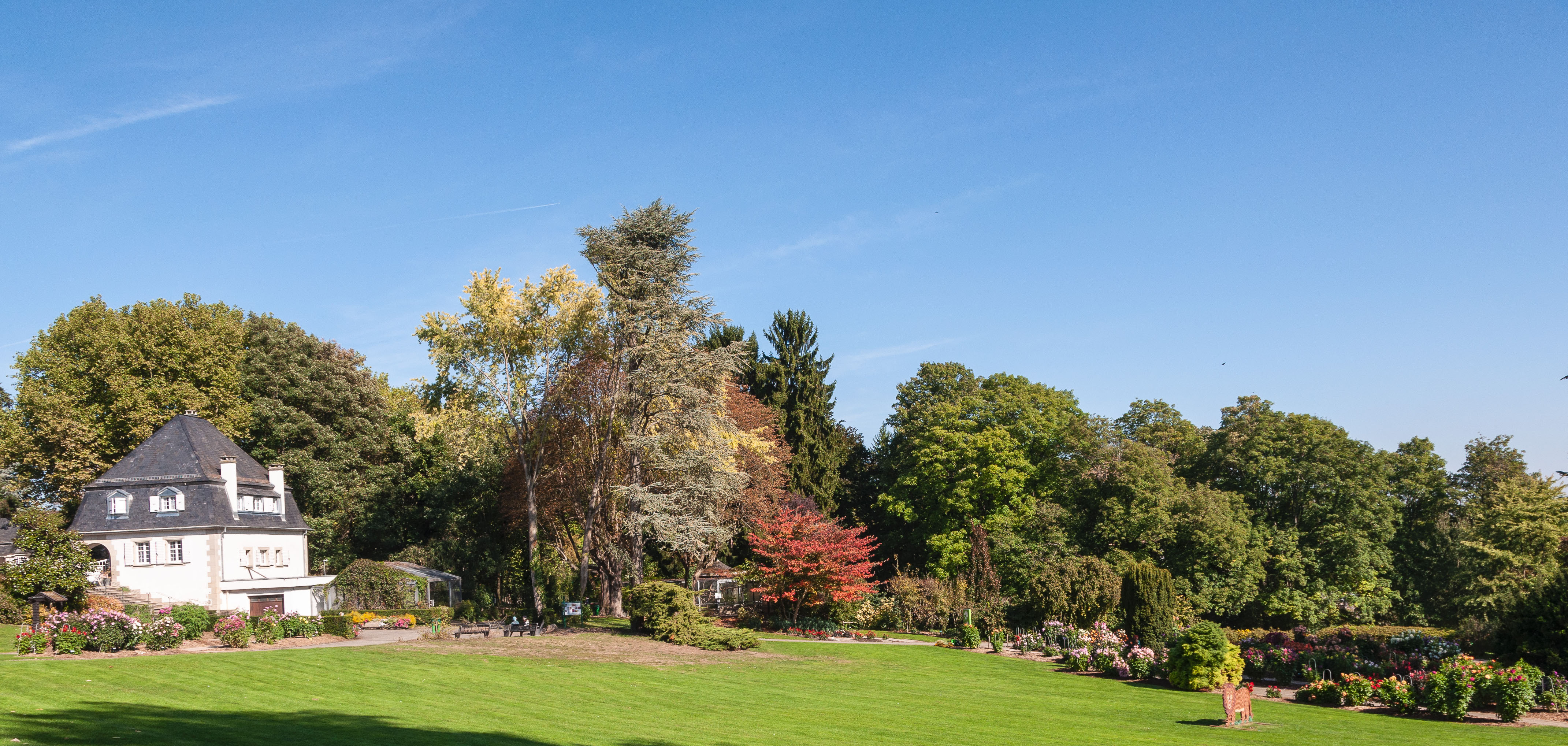
Parc botanique de Mulhouse.

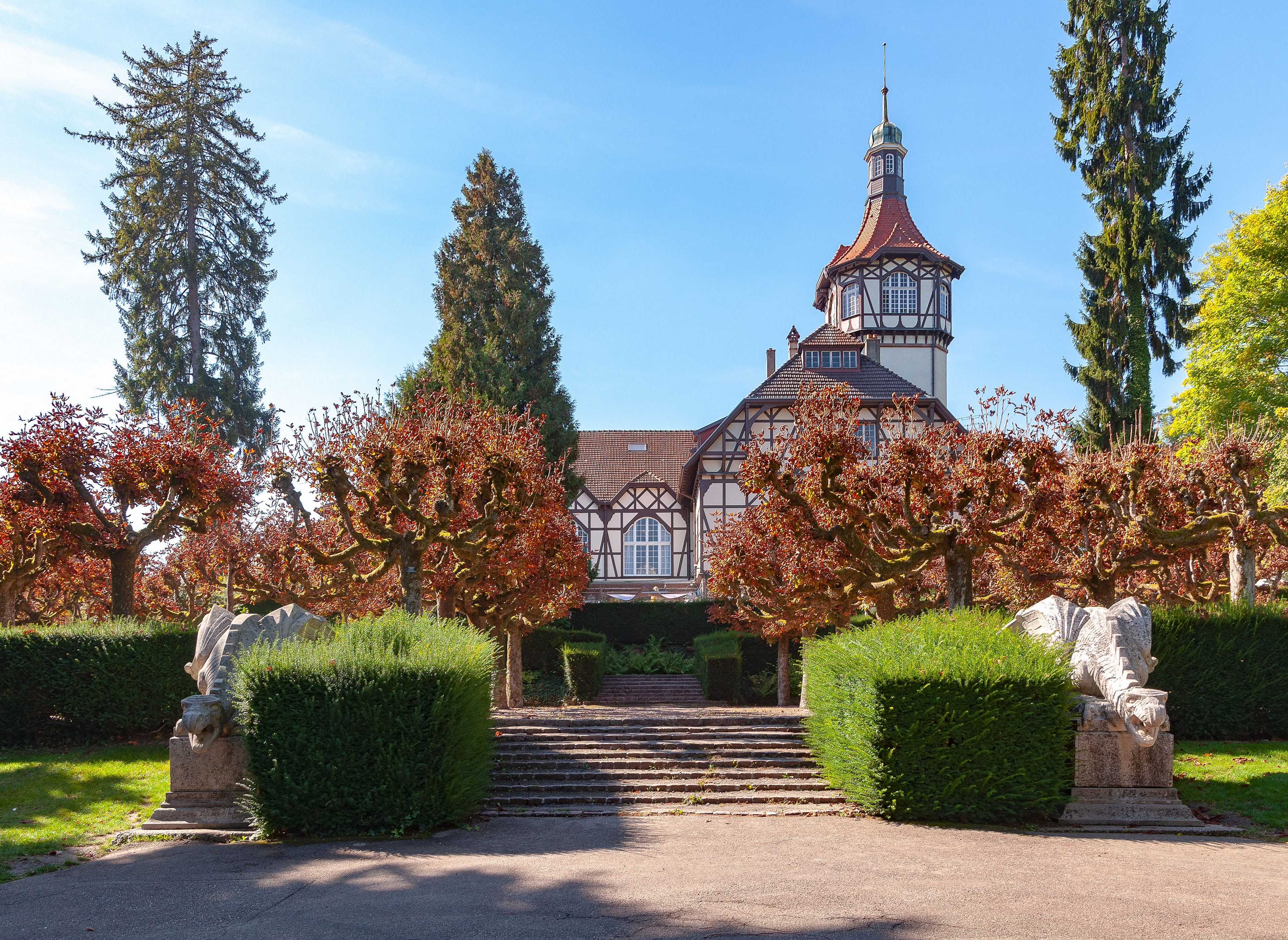
Auberge du zoo.

La recherche du bien-être animal devient une priorité pour le parc, entraînant la rénovation de tous les enclos. La même année, le label Jardin remarquable couronne la qualité scientifique et paysagère des collections botaniques (comprenant en particulier 837 variétés d’arbres et d’arbustes et six jardins thématiques). Le Parc zoologique et botanique de Mulhouse abrite 170 espèces animales dont 81 sont menacées, et collabore à de nombreux projets scientifiques. Il est le 1er site touristique du Haut-Rhin et le 3e d’Alsace.
En 2003, Pierre Moisson, vétérinaire du parc depuis 1995, en prend la direction, succédant à Jean-Marc Lernould, en poste depuis 1978. 
En 2010, le directeur Pierre Moisson part diriger le centre d'élevage et de protection des tortues A Cupulatta, en Corse, laissant sa place au vétérinaire Brice Lefaux, jusqu'alors directeur technique du Bioparc de Doué-la-Fontaine.
En 2024, le vétérinaire Benoît Quintard lui succède.

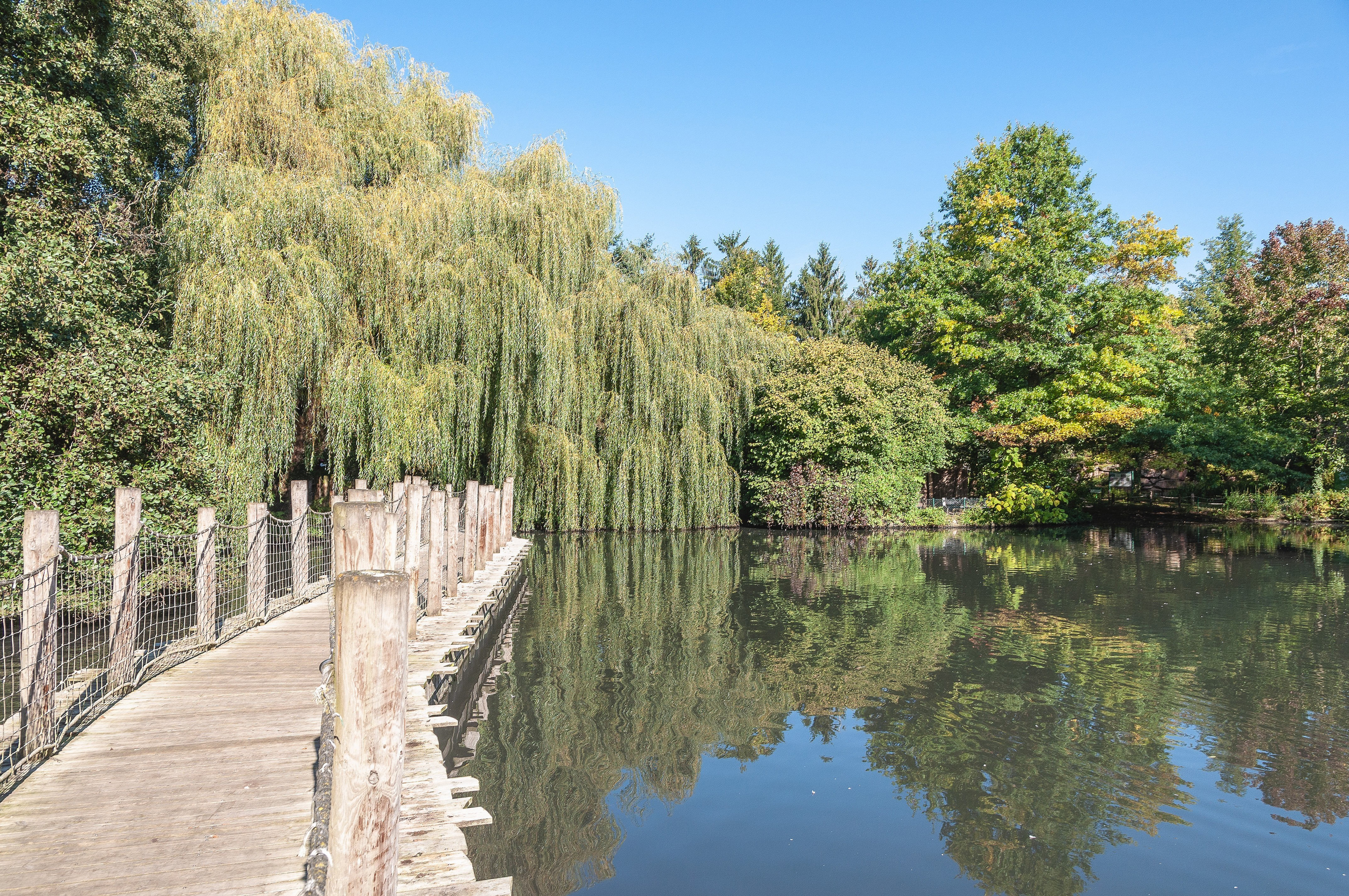
Passerelle sur l'étang du Parc zoologique et botanique de Mulhouse
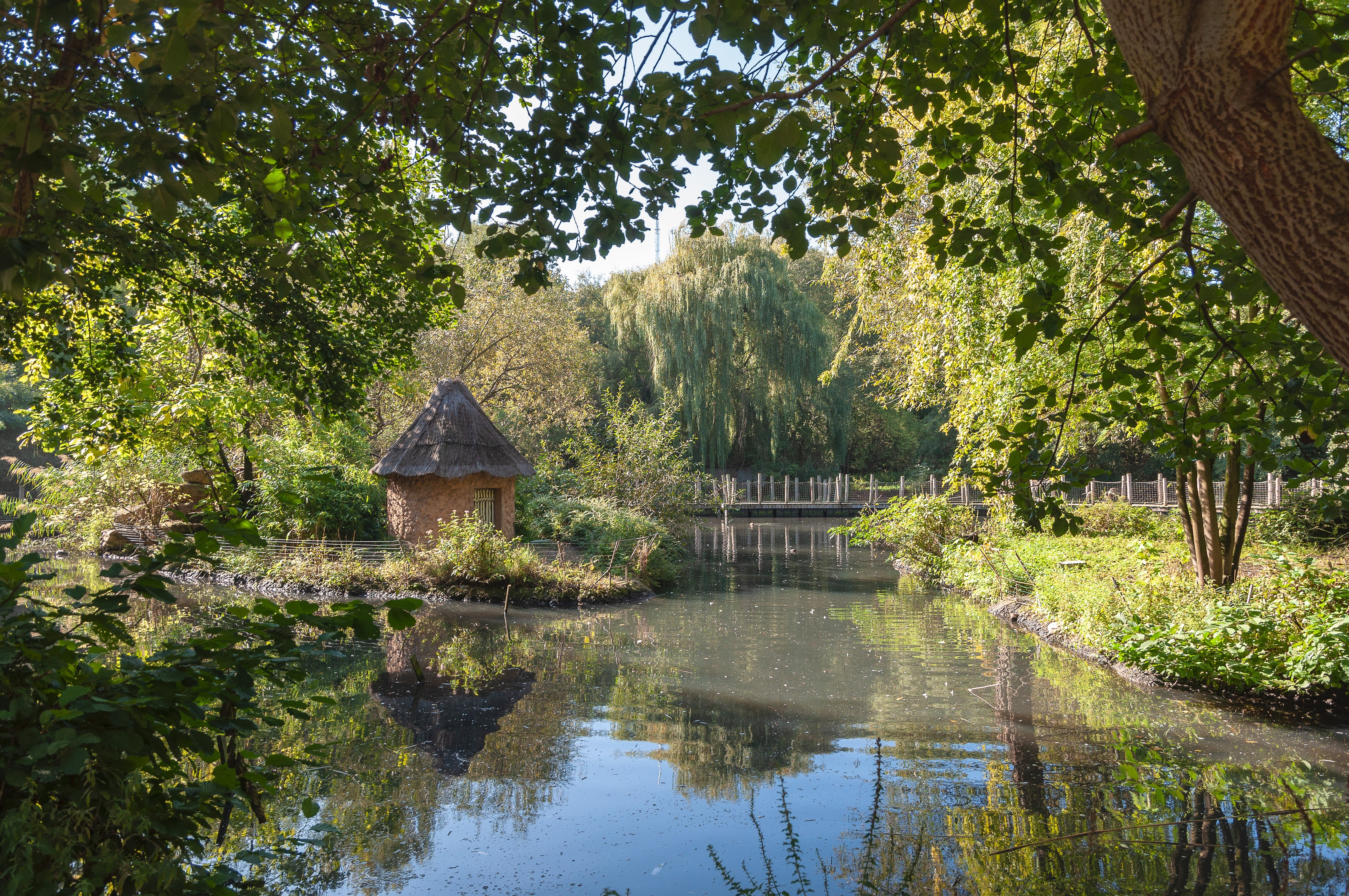
La zone humide, réaménagée en 2008.
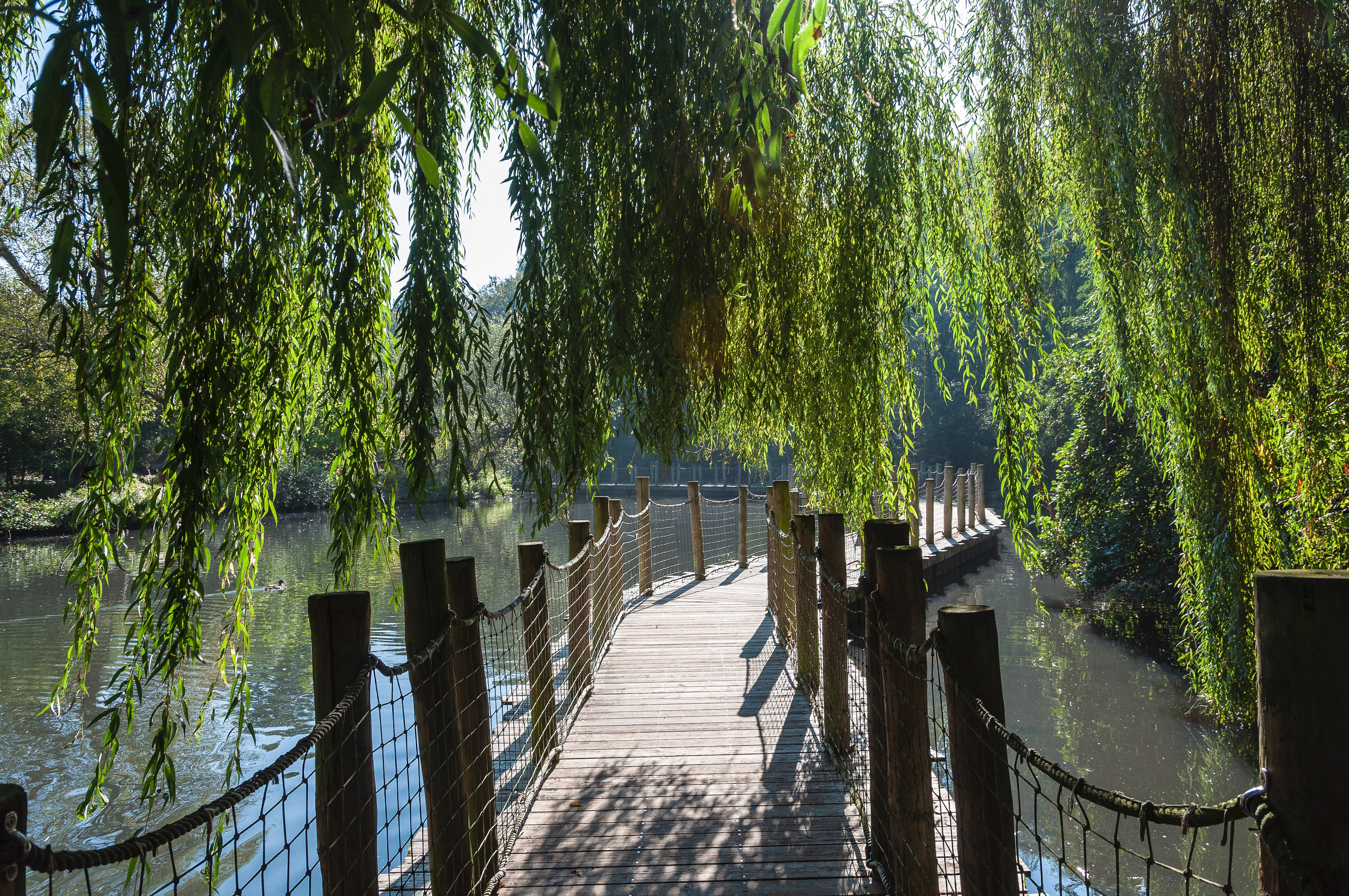
Passerelle traversant l'étang.

## Installations et faune présentée
Le parc dispose d'un enclos remarquablement grand consacré aux suricates, qui leur permet d'exprimer des comportements spécifiques comme creuser des galeries dans le sol et se poster en hauteur sur des termitières reconstituées.

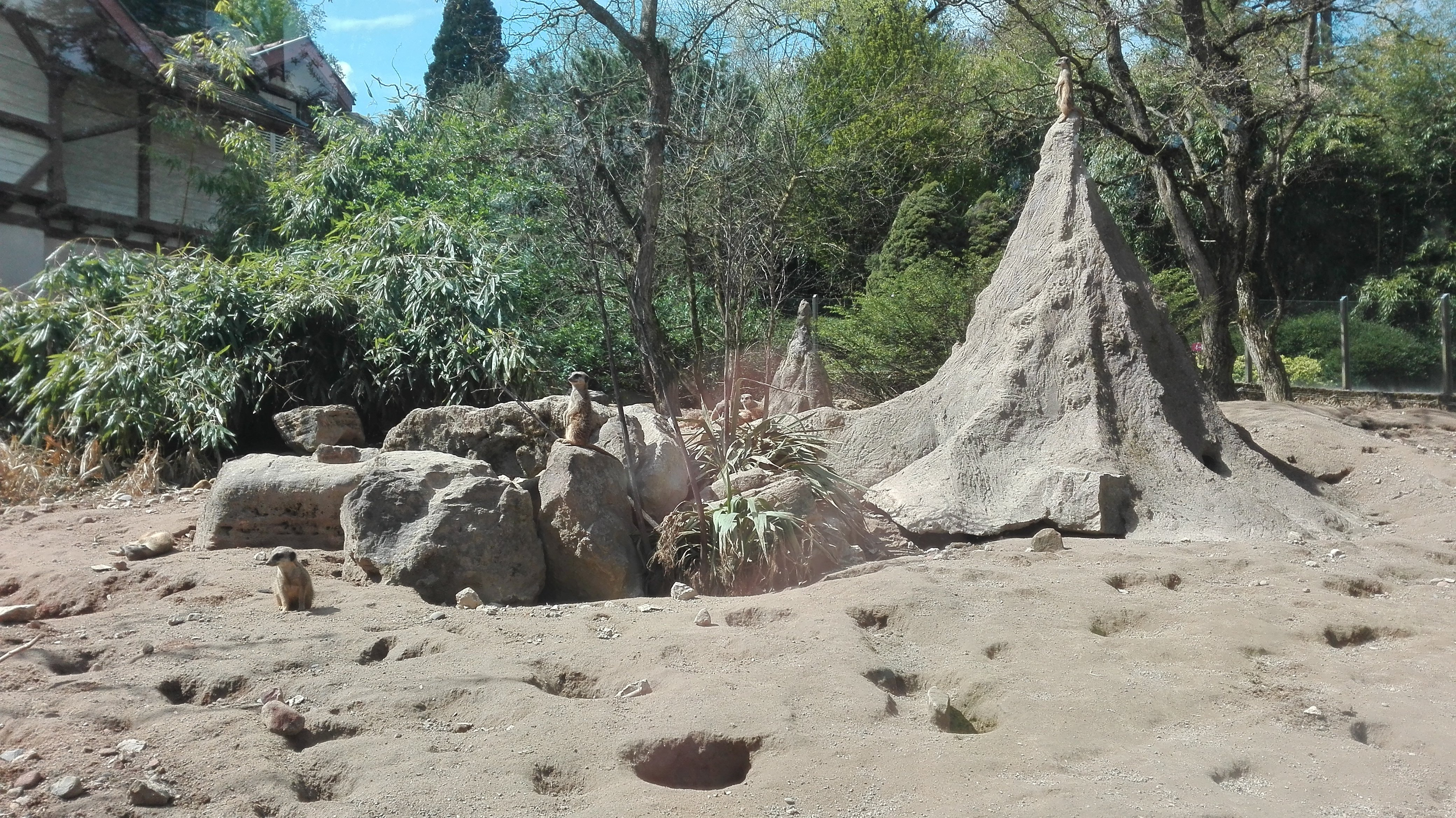
Enclos des suricates.
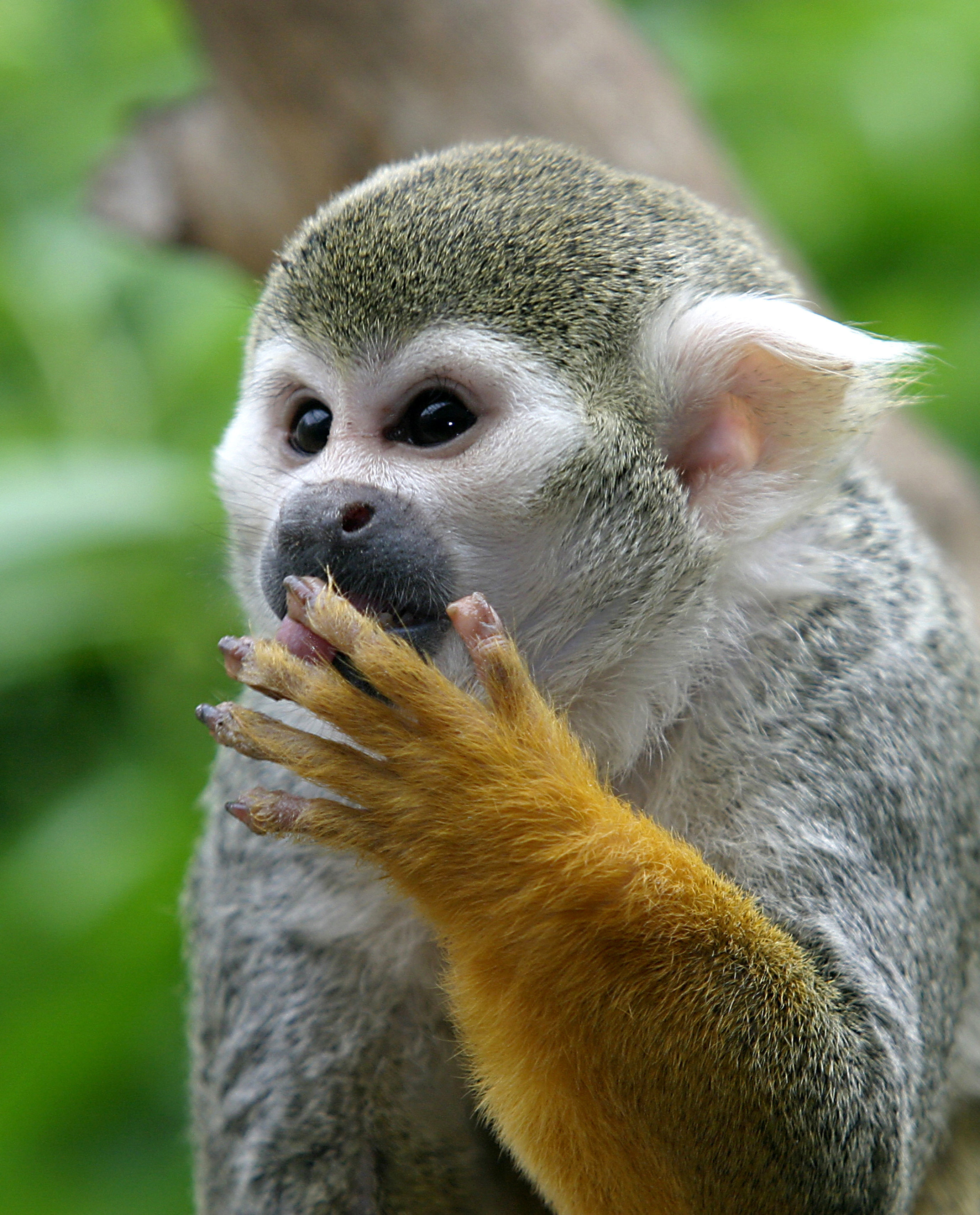
Saïmiri.
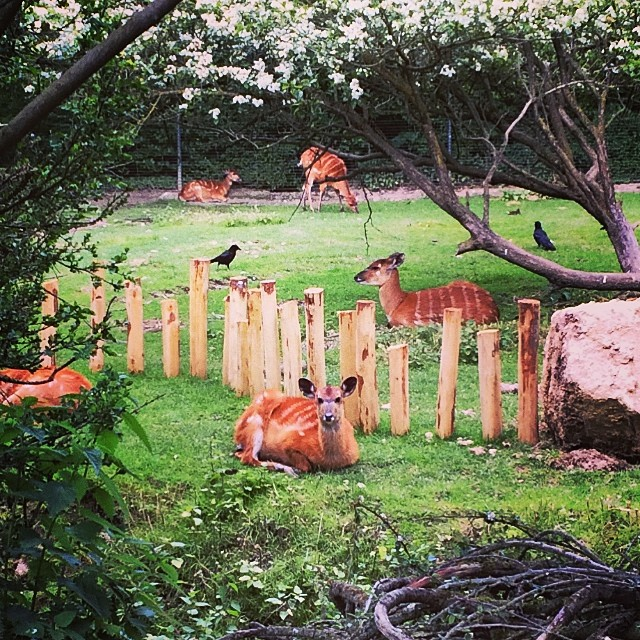
Sitatungas.
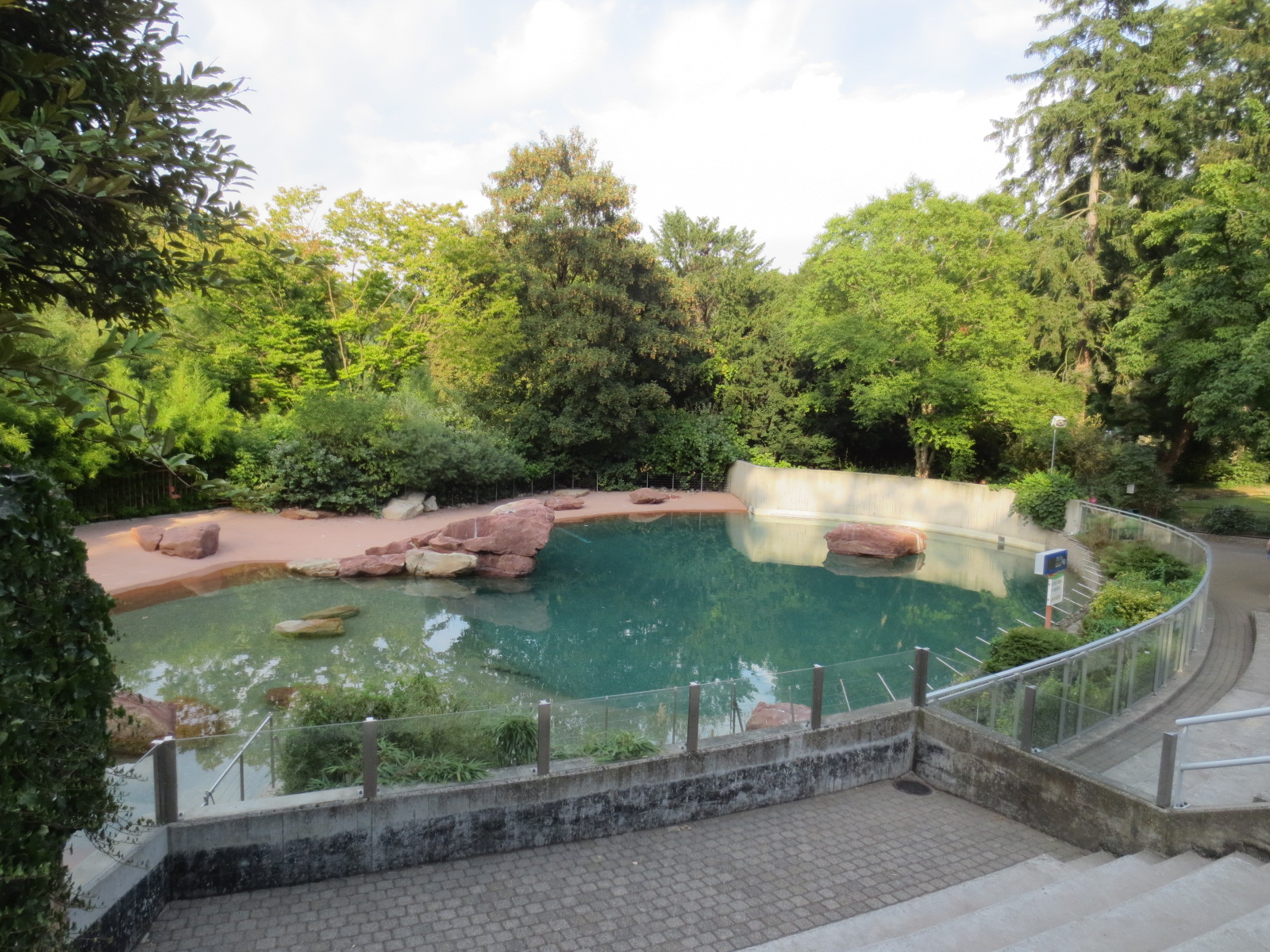
Bassin des otaries.

### Fauverie
Dans la fauverie sont visibles des lions d'Asie, des tigres de Sibérie, des panthères des neiges, des panthères de l'Amour, des lynx boréaux, des panthères nébuleuses et des chats des sables.

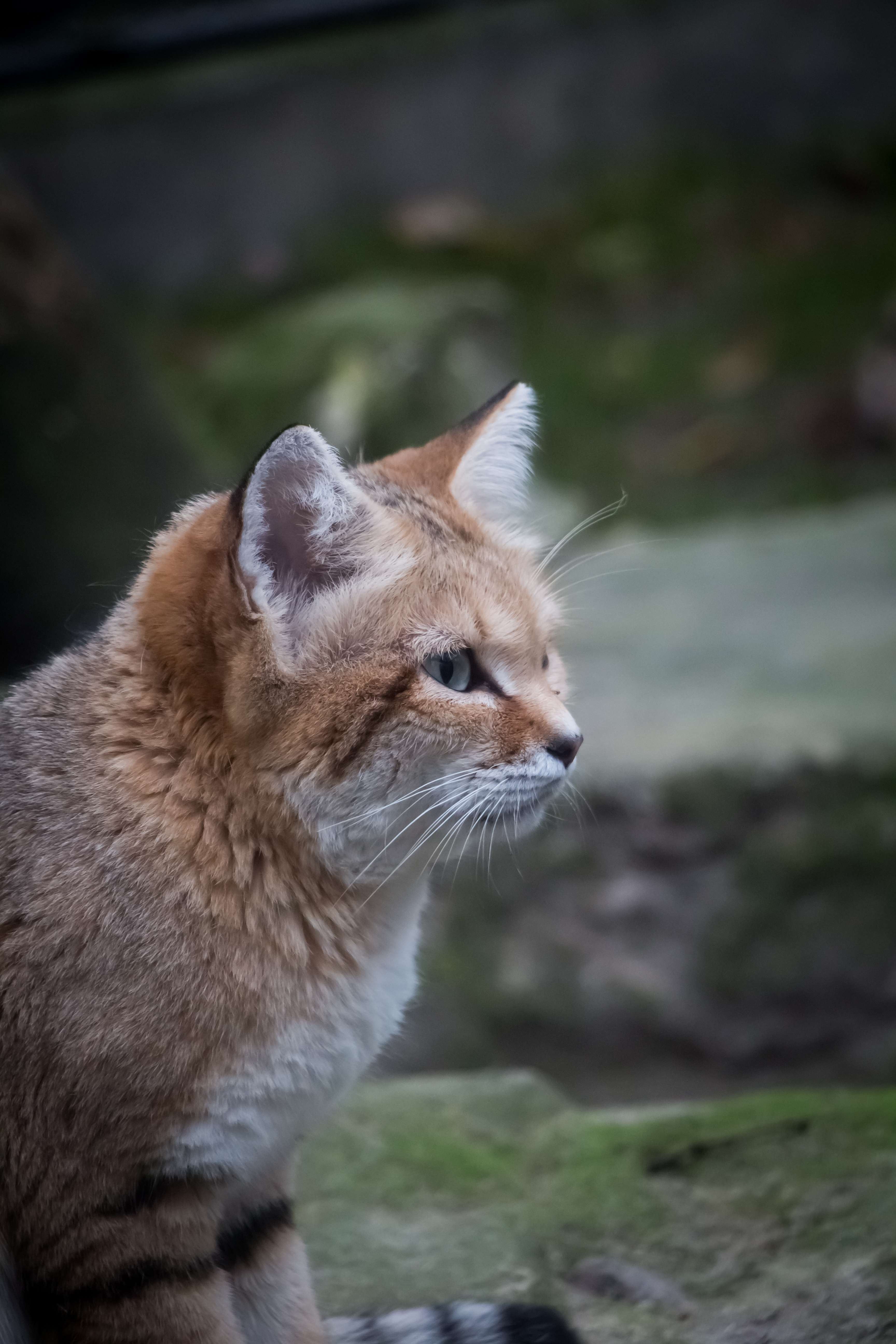
Chat des sables.
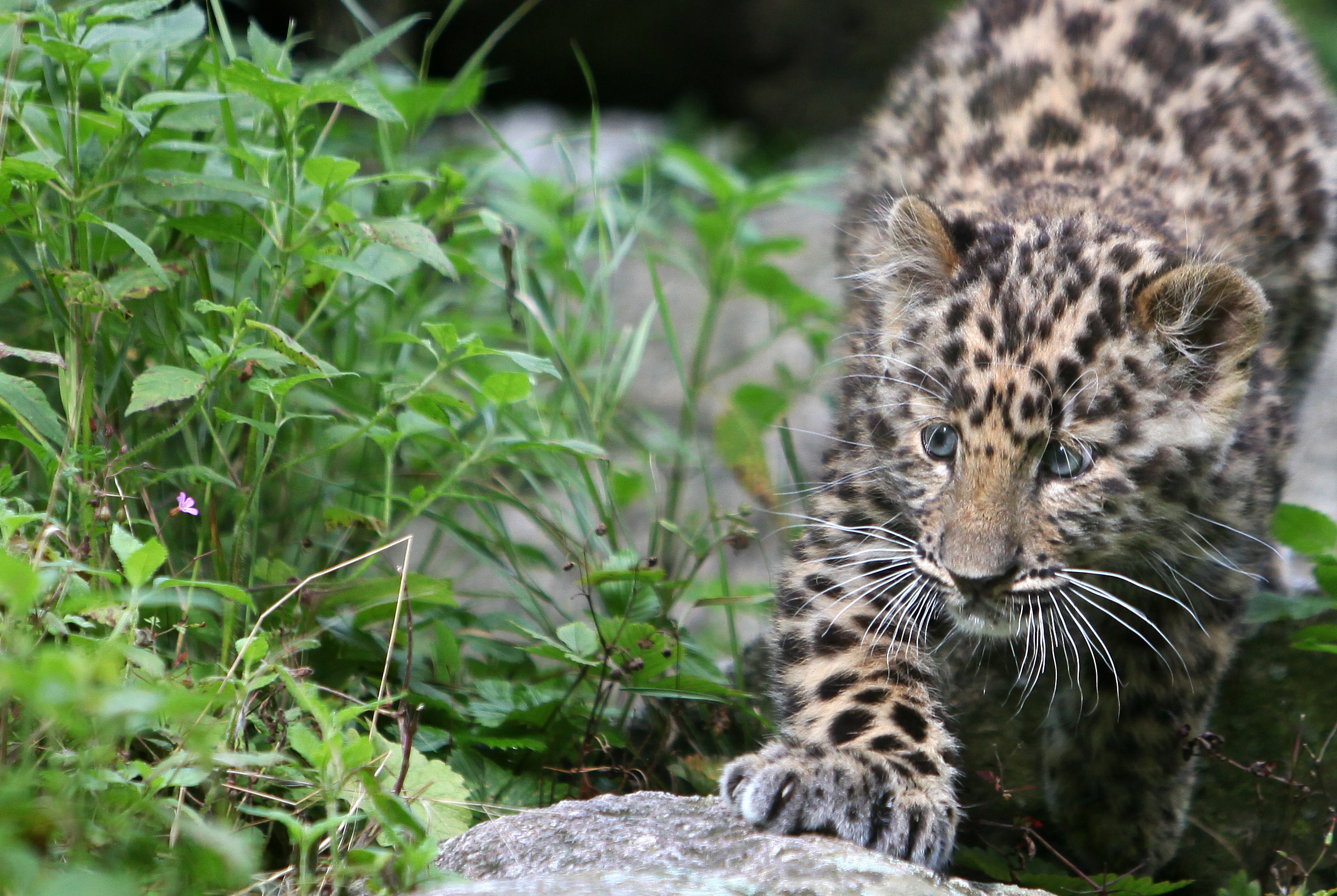
Jeune panthère de l'Amour.

### Espace grand Nord
Le parc attire l’attention sur le réchauffement climatique en créant l’espace grand Nord. Consacré à la faune arctique qui subit actuellement les conséquences du réchauffement climatique, cet espace de 10 000 m2 a pour vocation de permettre à tous de comprendre les enjeux et les actions à mettre en œuvre pour la sauvegarde des ours polaires et des autres espèces du grand nord.

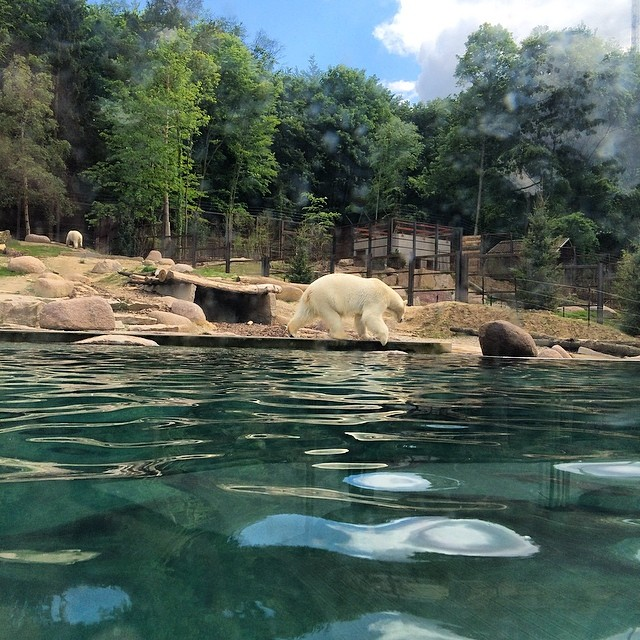
Enclos des ours polaires.
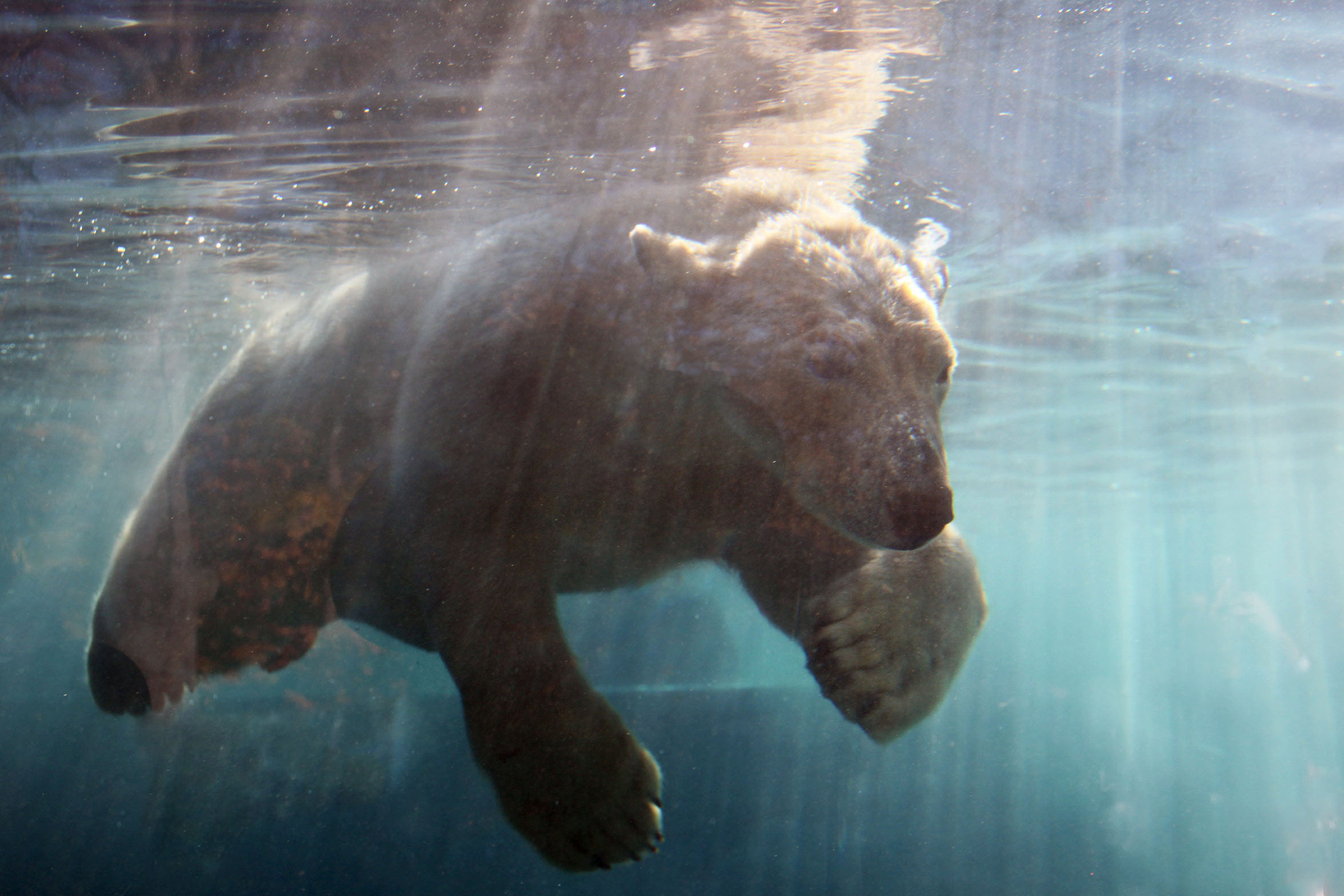
Un des ours polaires du parc, en vision subaquatique.
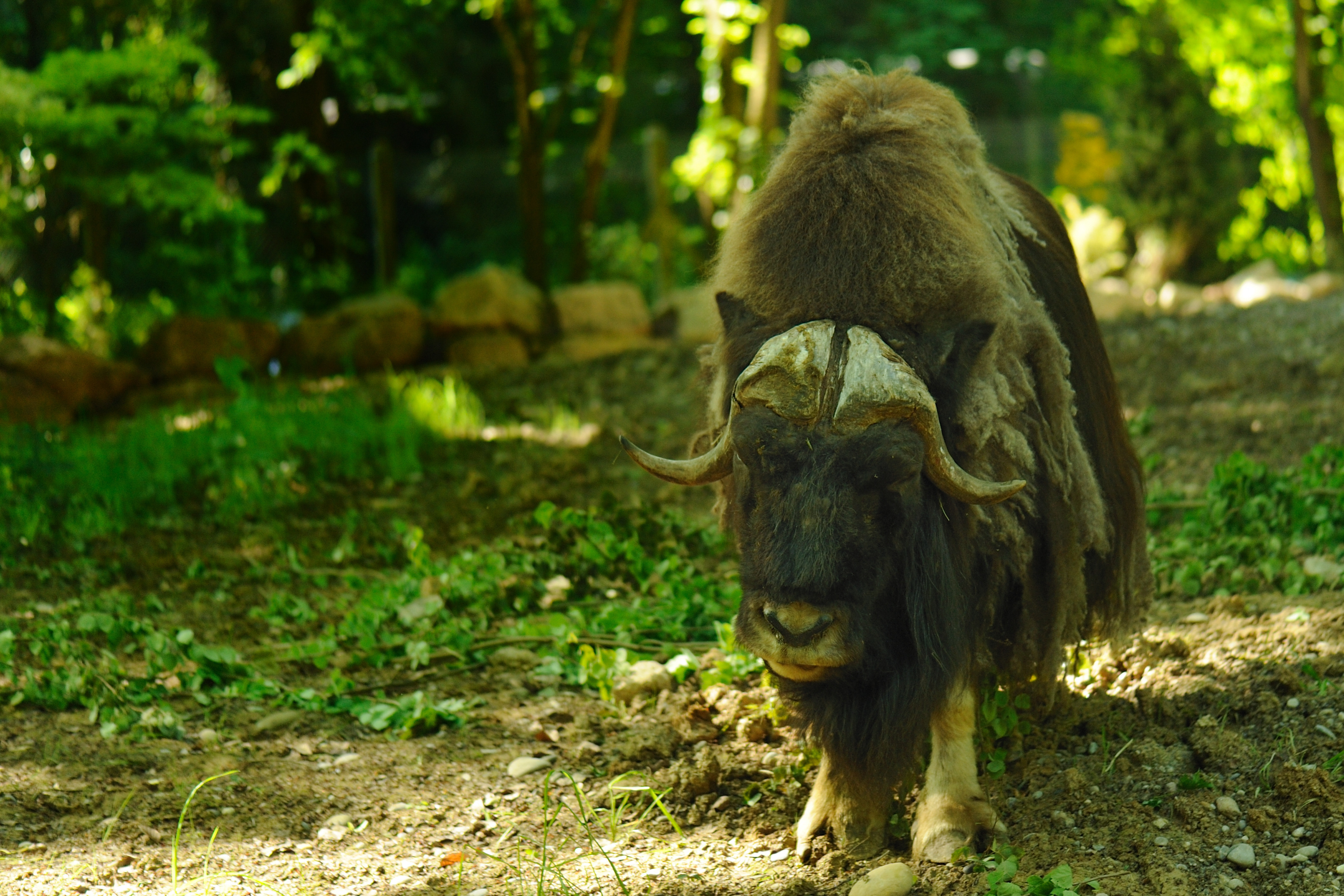
Bœuf musqué.
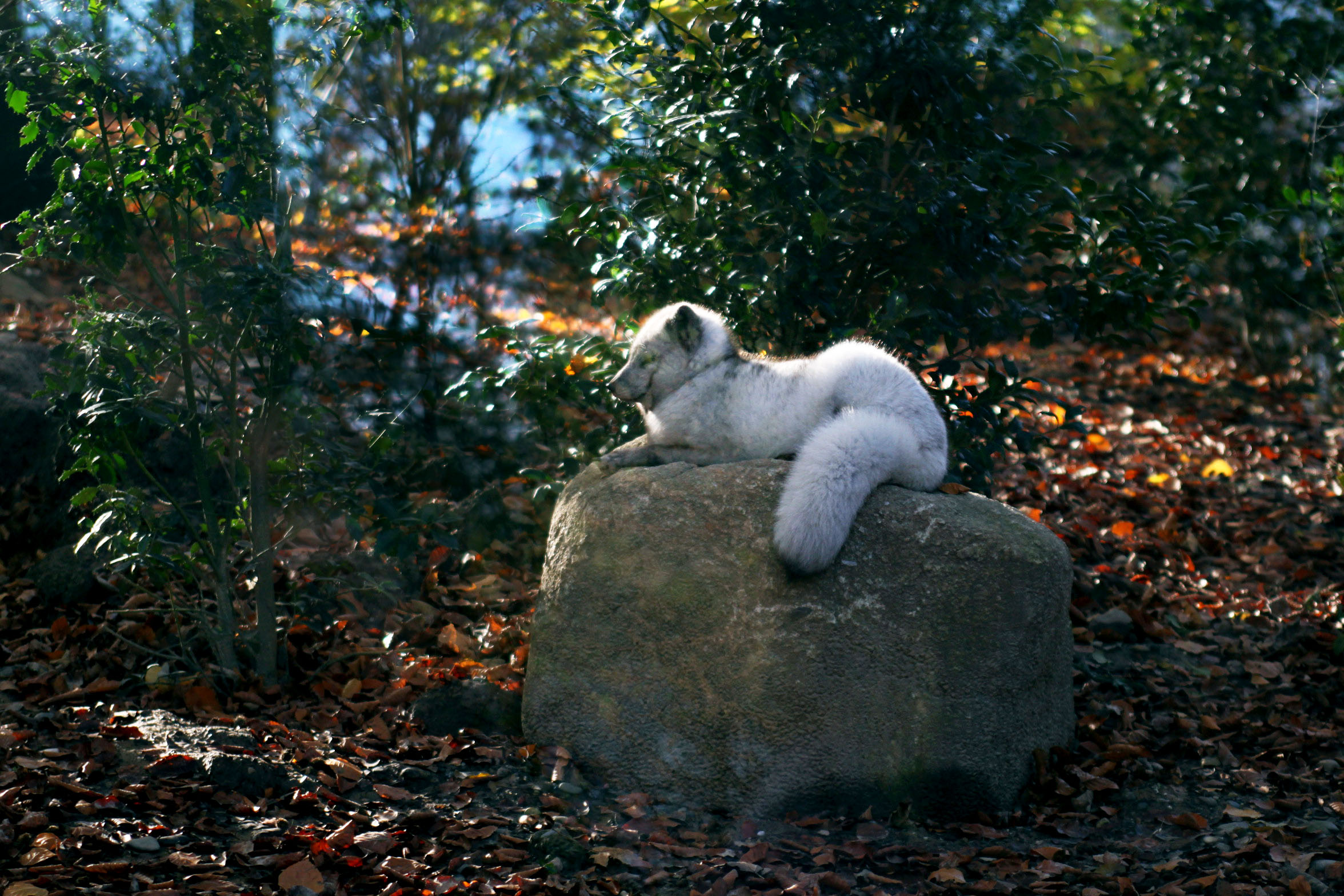
Renard polaire.
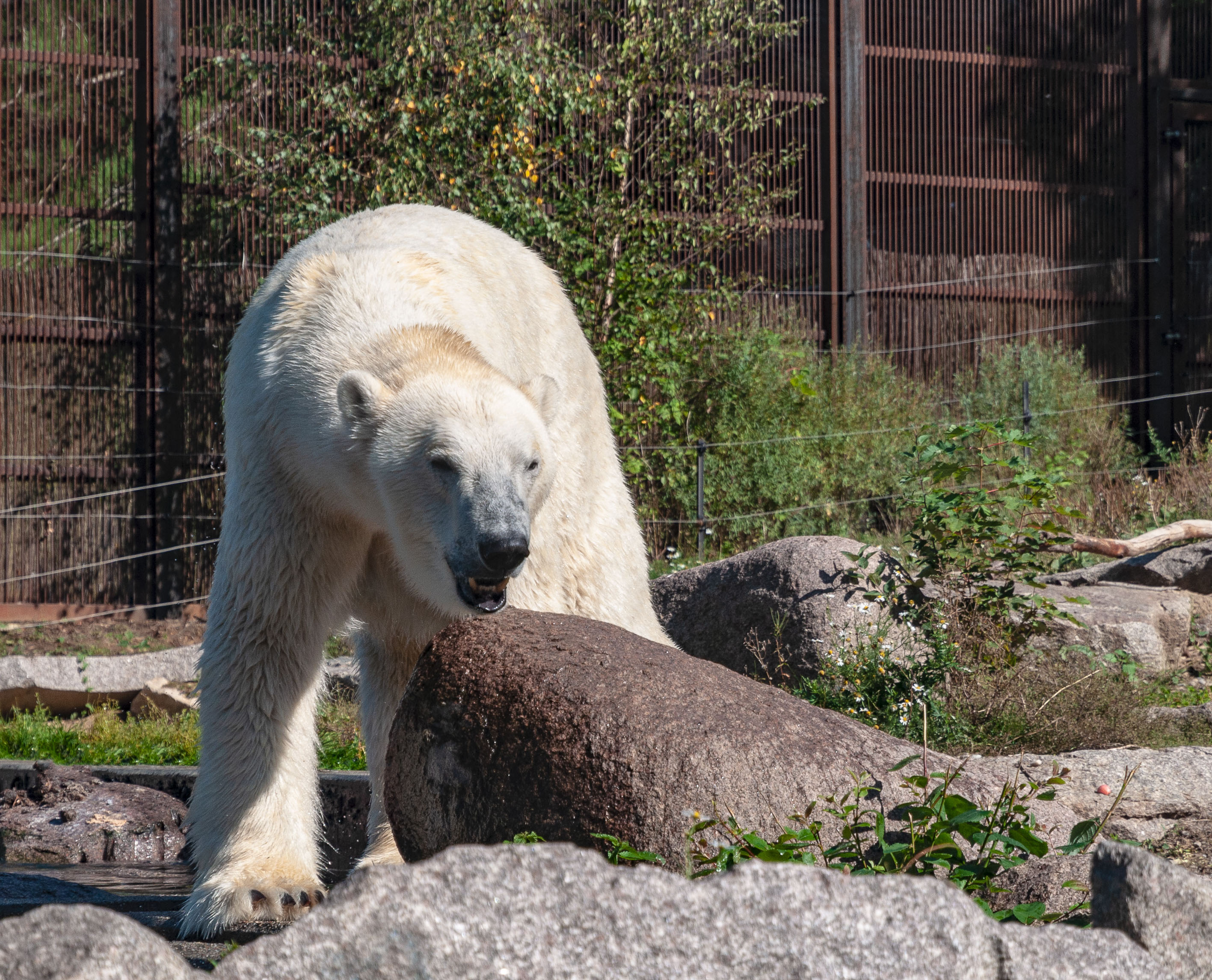
Ours polaire.

L’enclos des ours polaires construit en 1974 devenant vétuste, les conditions d’hébergement des animaux n’étaient plus adaptées. Ainsi, le programme de rénovation de la zone arctique a fait naître l’espace grand Nord, regroupant l’enclos des ours polaires et ceux d’autres animaux venant de l'arctique, le tout servi par un parcours pédagogique. Depuis juin 2013, les renards polaires et les bœufs musqués sont visibles pour le public. L’ouverture de la zone destinée aux ours polaires se fait en avril 2014. Les enclos des loups du Canada, des lynx boréaux prolongent cette zone.

### Enclos des Tapirs
Ouvert en 2020, l'enclos est habité par un groupe de Macaque à crête et un couple de Tapir Malais.

### Enclos des Okapis
Ouvert en 2019, l'enclos est occupé par des Grues couronnées et deux mâles okapi.

### Enclos asiatique
Ouvert en 2016, ce nouvel espace présente des pandas roux, des loutres naines et des muntjacs de Reeves. Les pandas roux peuvent y grimper dans les arbres et les loutres naines disposent d'un bassin depuis lequel le public peut les observer en vision subaquatique.

### Primates
L'espace des primates est composé de deux bâtiments, la singerie avec les cercopithèques et les capucins. La Singerie abrite également deux vivarium avec des crocodiles nain d'Afrique et des boas de Madagascar. L'autre bâtiment s'appelle la petite Amazonie et abrite de nombreuses espèces de tamarins et ouistitis, des saki a face blanche et des saïmiris de Bolivie. Des tatous sont également présents.

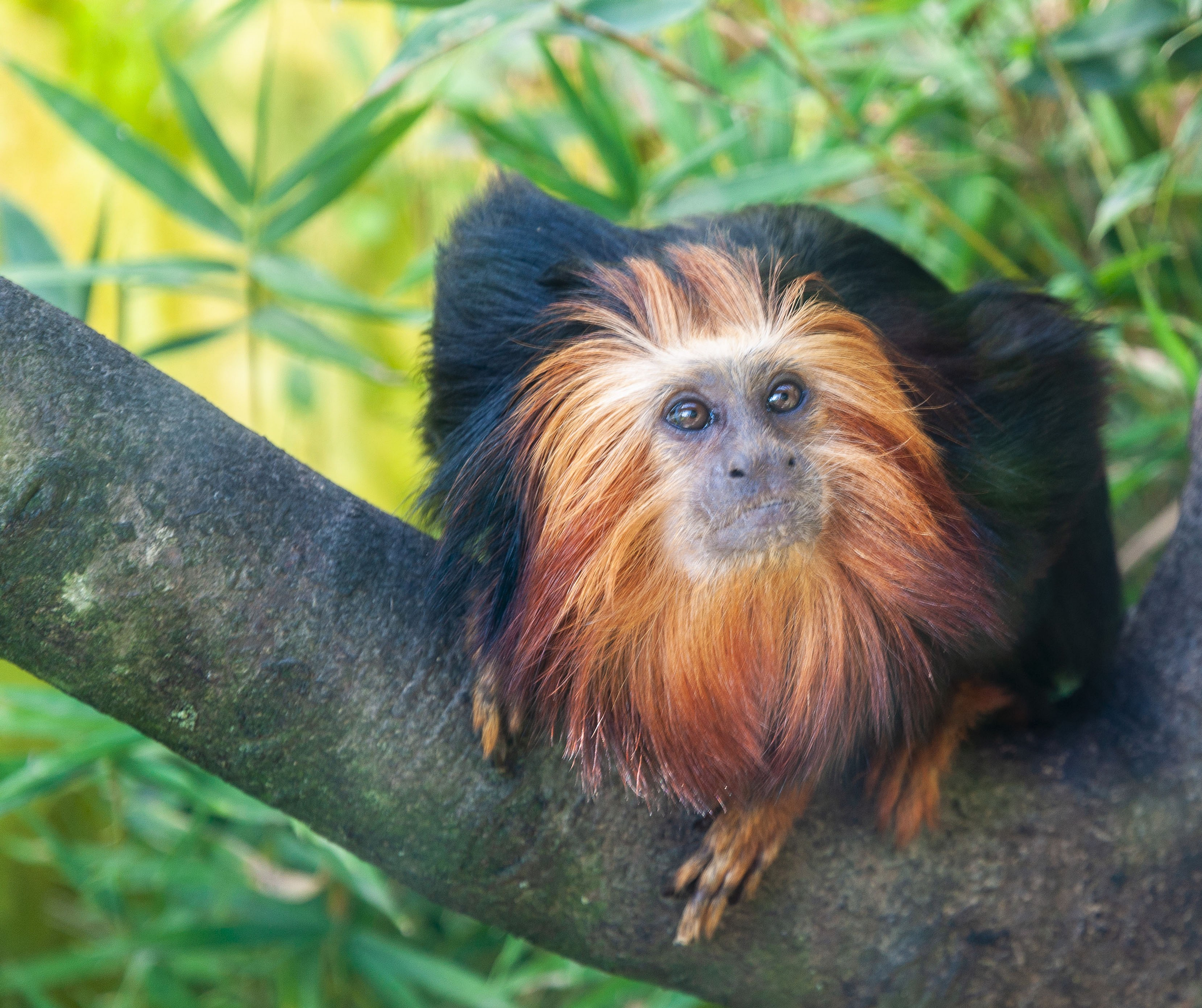
Tamarin lion à tête dorée (Leontopithecus chrysomelas).

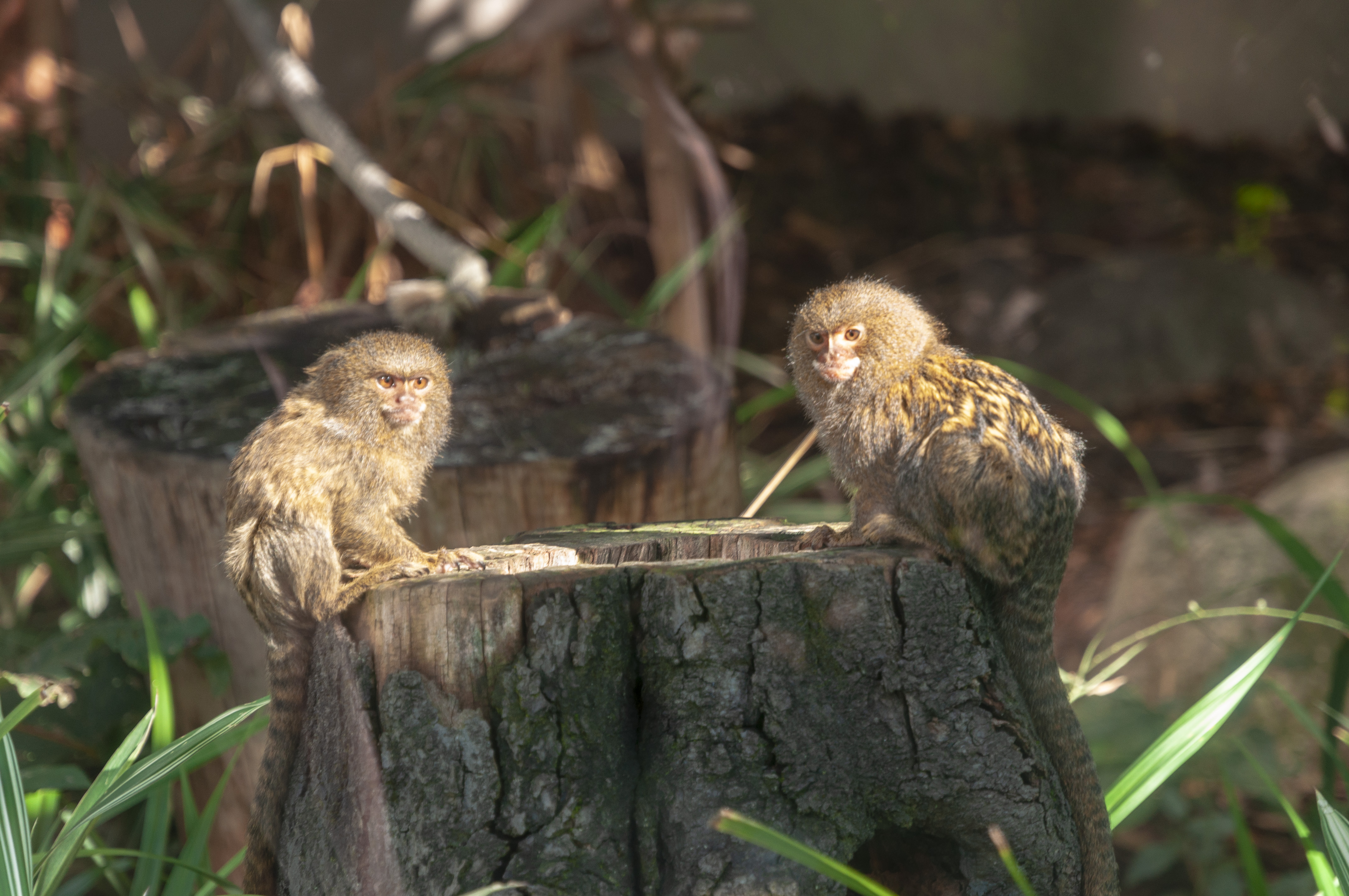
Ouistitis pygmée.

### Maison de l'éclosion

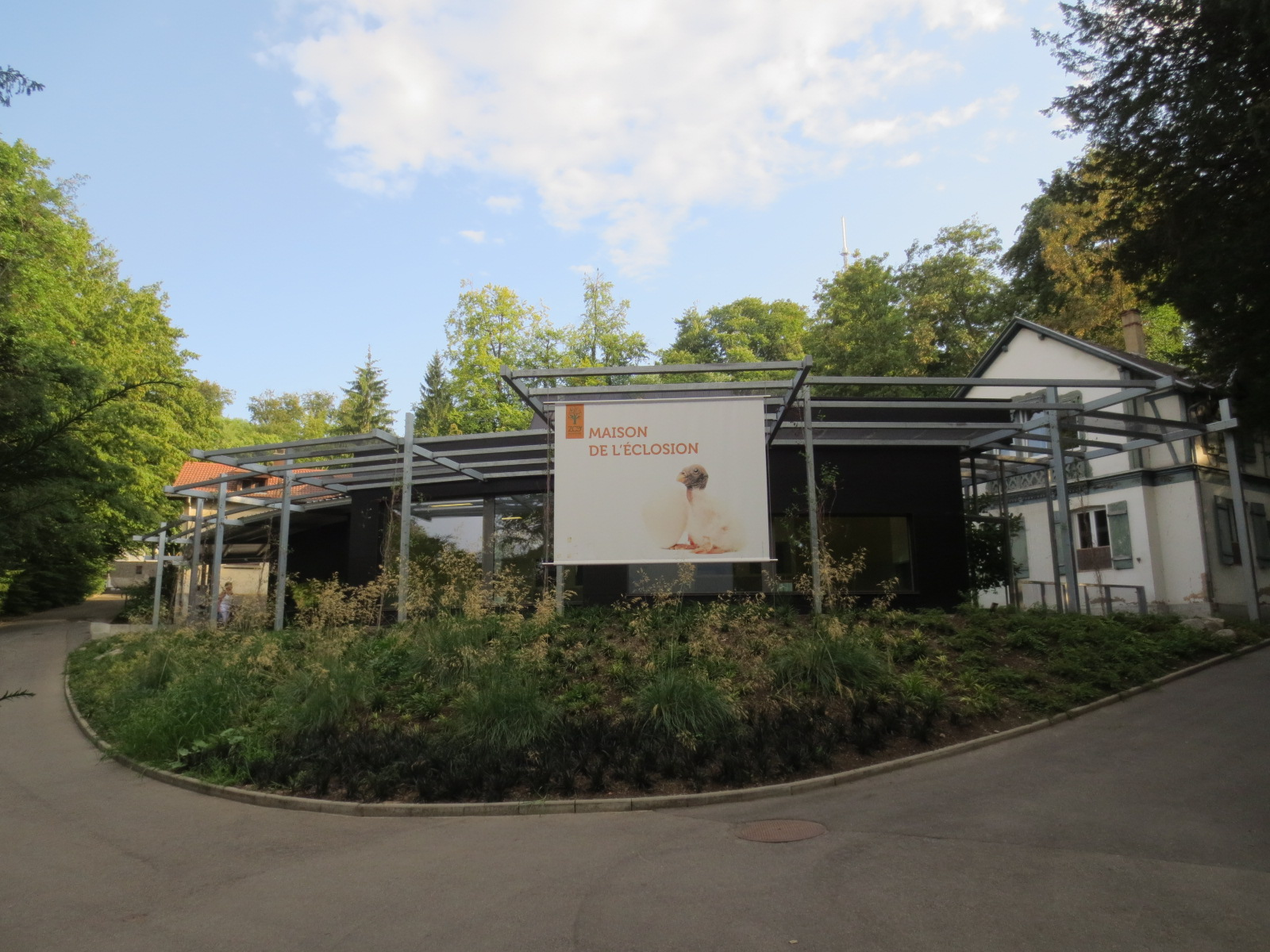
La maison de l'éclosion.

Depuis 2011, la maison de l'éclosion permet aux visiteurs d'assister aux naissances de plusieurs espèces d'oiseaux et à leurs évolutions. Elle est composée de six pièces, chacune avec son usage dédié : incubation des œufs, éclosion, élevage et sevrage. 
Parmi les espèces qui sont reproduites à la maison de l'éclosion : les ibis huppés de Madagascar sont une espèce rare dont la survie est menacée.
L'objectif de la maison de l'éclosion est de sauvegarder des espèces d'oiseaux et de tortues. Un plus grand nombre d'oisillons peuvent voir le jour et bénéficier de soins, grâce à cette structure.

## Conservation des espèces

### Conservationex situ
Sur les 170 espèces représentées au Parc, 81 font l’objet d’un programme de conservation (EEP ou ESB). Le Parc est spécialisé en particulier en primatologie.
Le zoo est coordinateur de neuf programmes européens pour les espèces menacées (EEP) : lémur aux yeux turquoise (en danger critique d'extinction), lémur couronné (en danger), lémur à ventre roux (vulnérable), cercopithèque de Roloway (en danger), gibbon à favoris roux (en danger), gibbon à favoris blancs du Nord (en danger critique d'extinction), gibbon à favoris blancs du Sud (en danger), capucin à poitrine jaune (en danger critique d'extinction) et pétrogale à pied jaune (quasi menacé).
Il est tout particulièrement impliqué dans la conservation ex situ de trois espèces de gibbons : les gibbons à favoris blancs du Nord, les gibbons à favoris blancs du Sud et les gibbons à favoris roux.

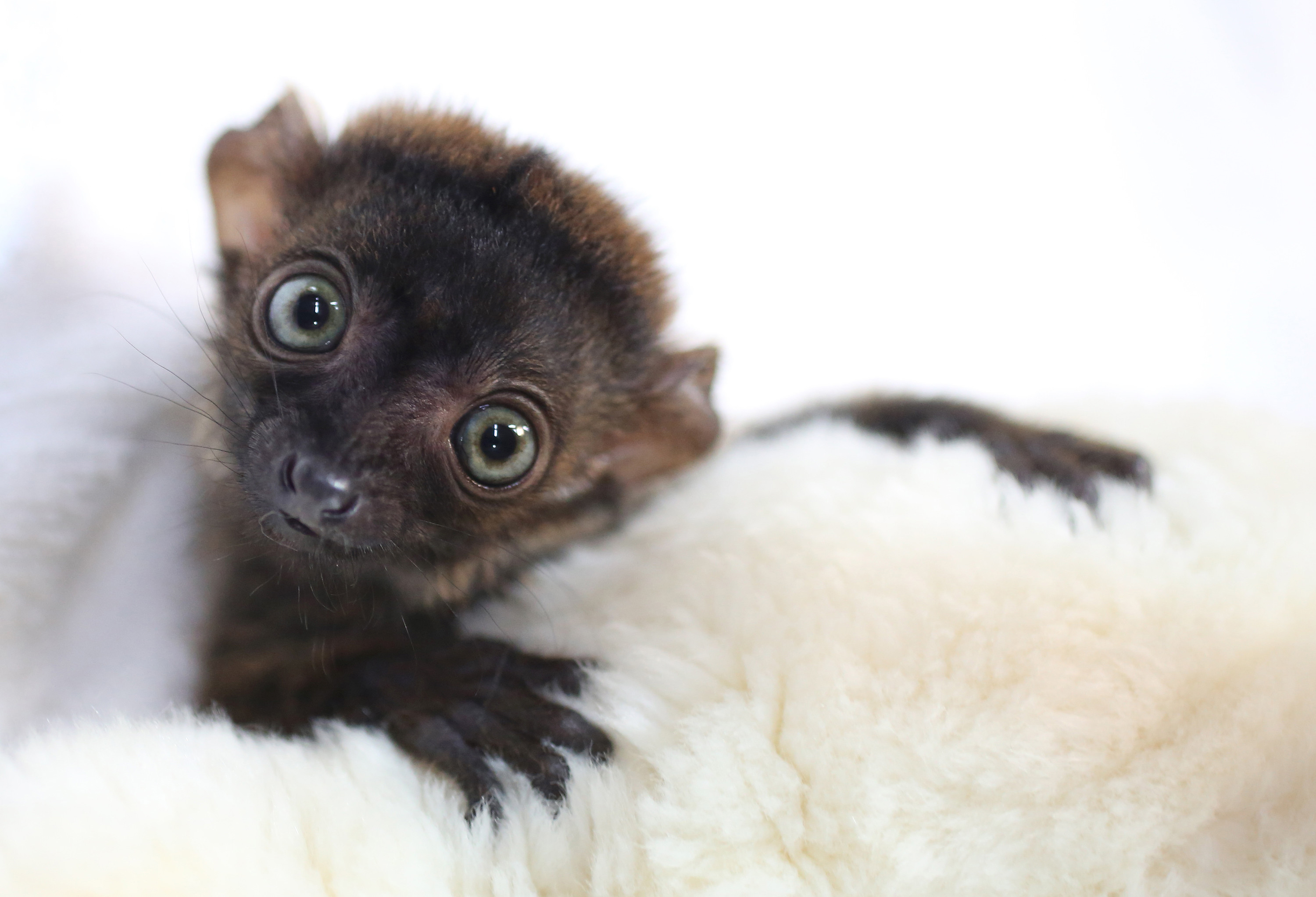
Lémur aux yeux turquoise.
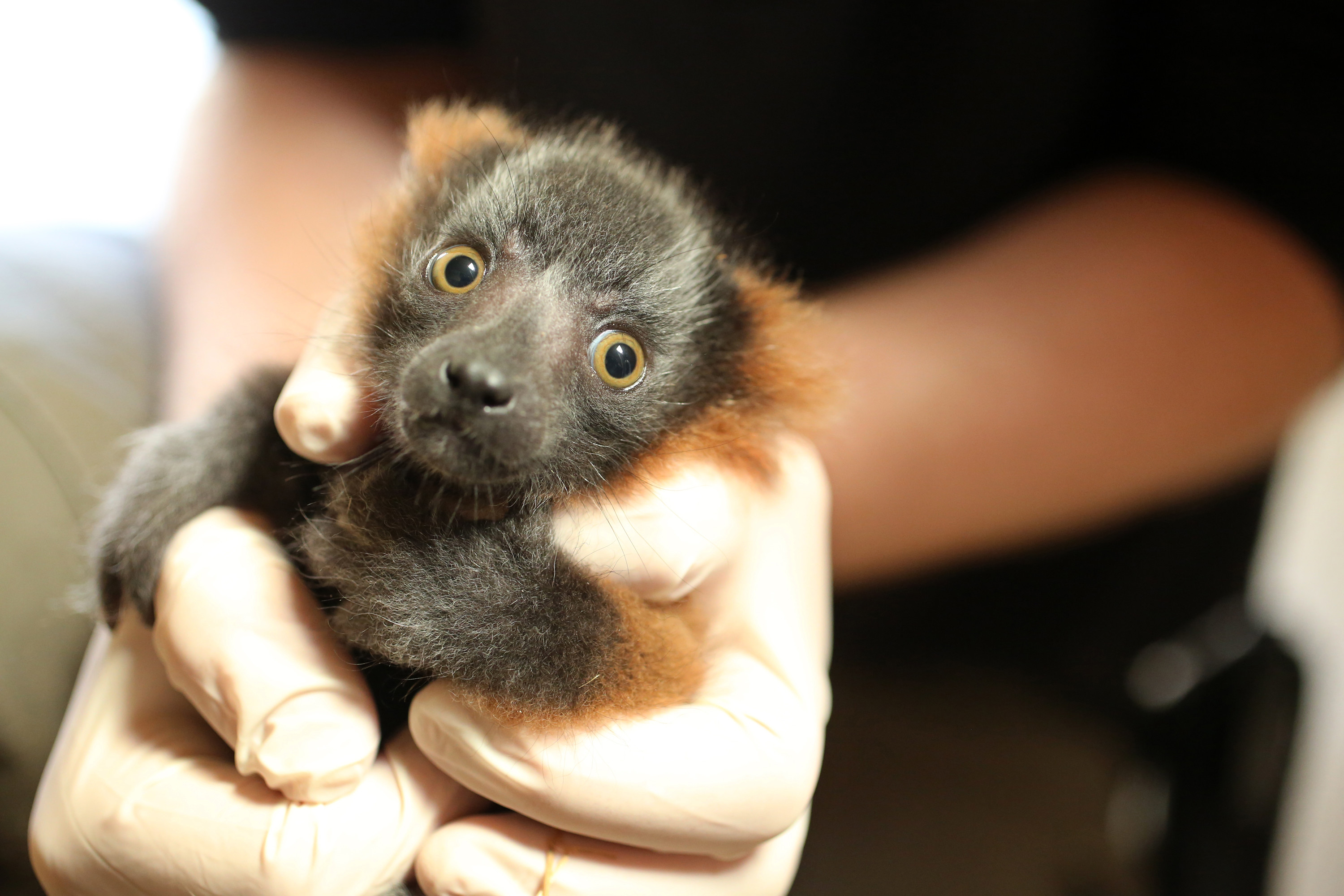
Varis roux.
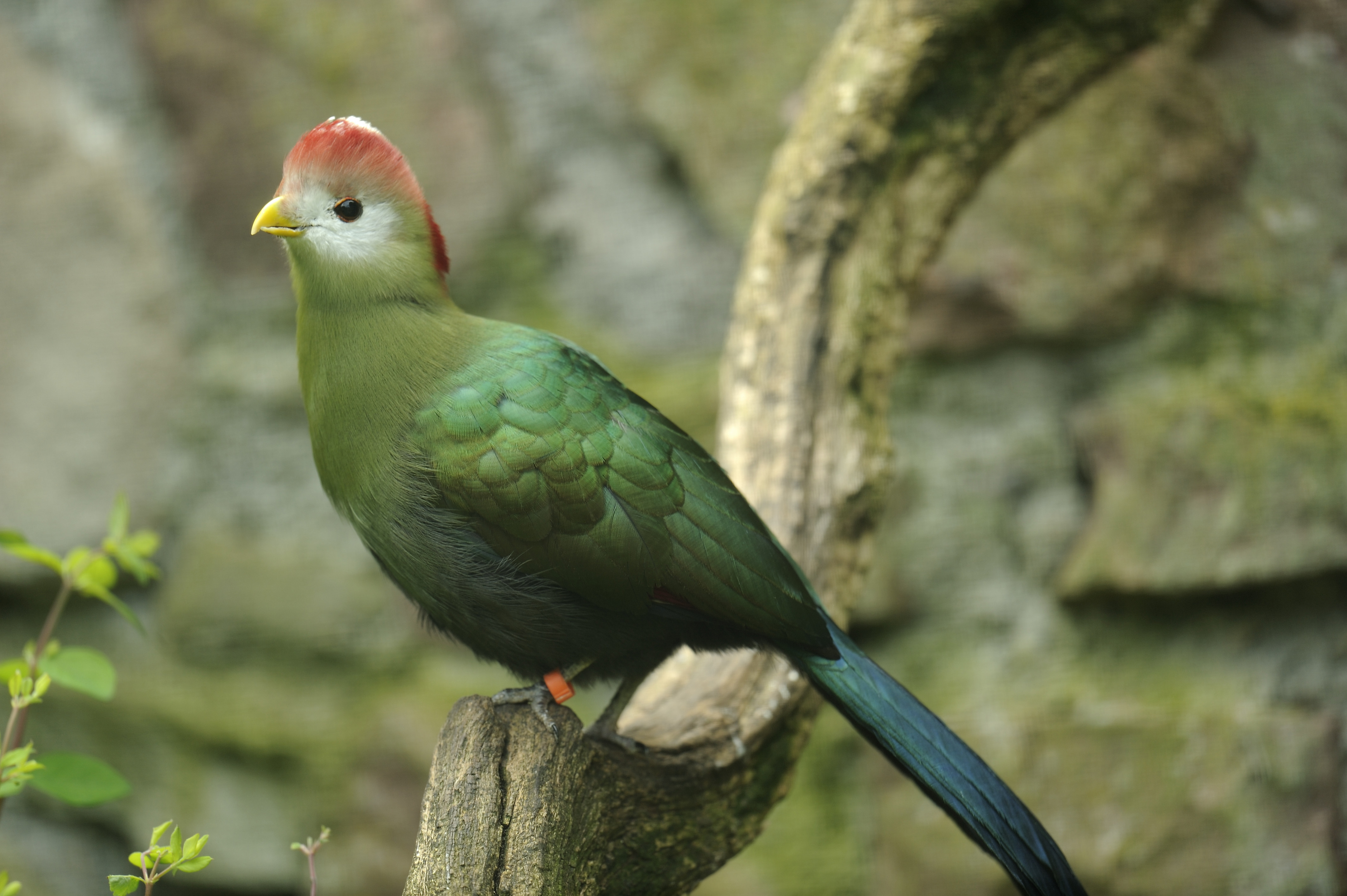
Touraco de Pauline.
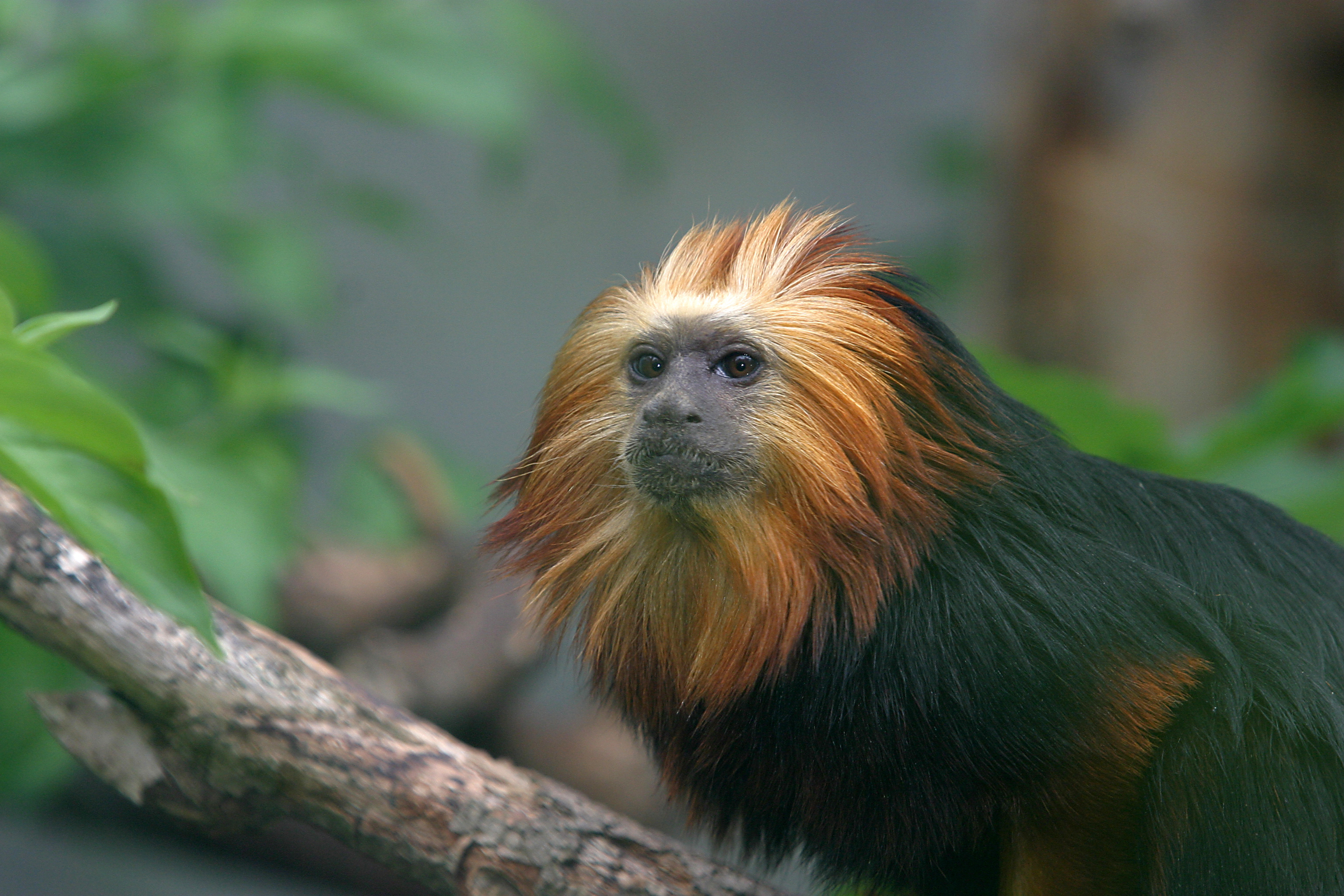
Tamarin lion à tête dorée.
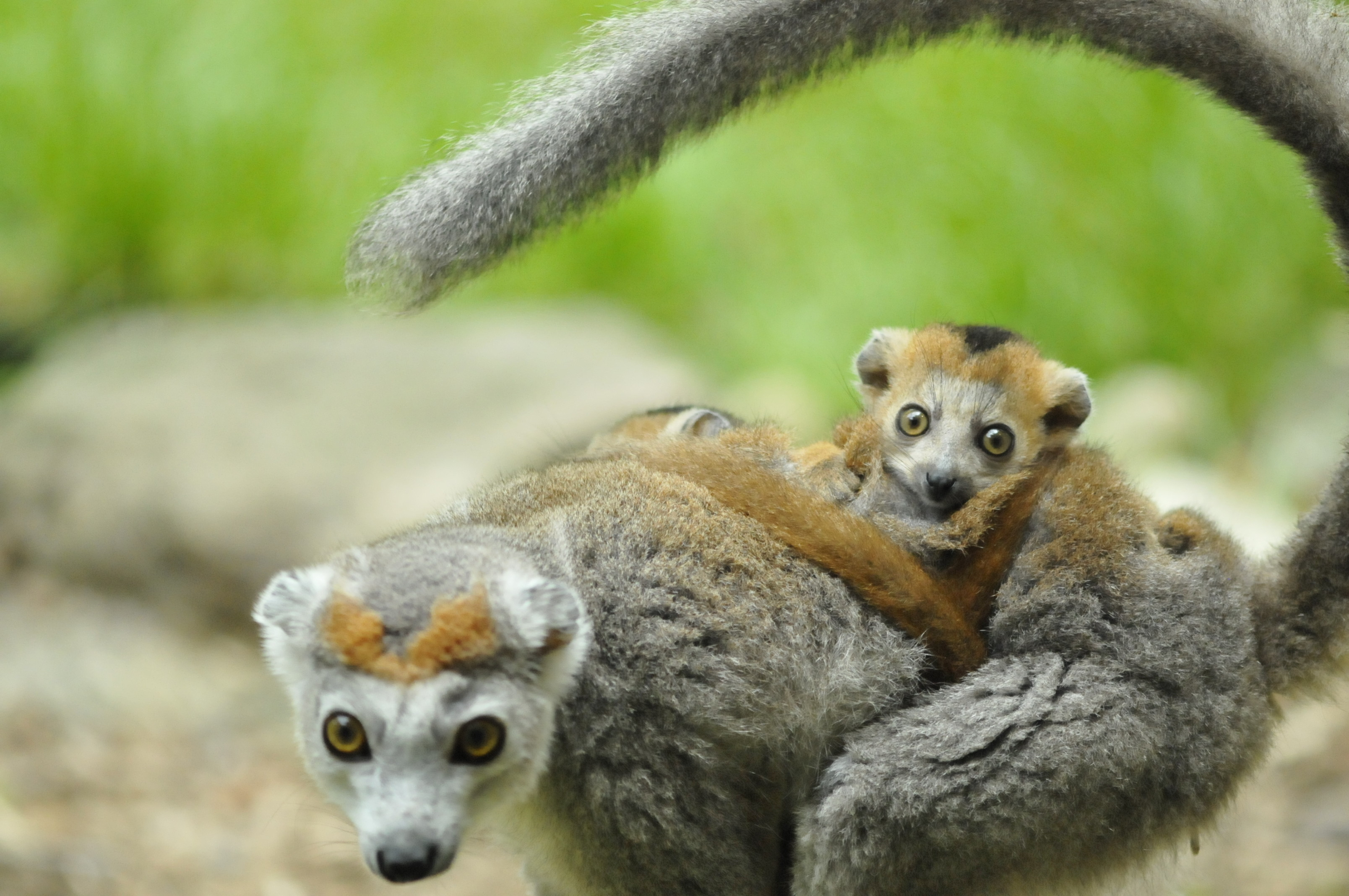
Lémurien couronné.

### Conservationin situ

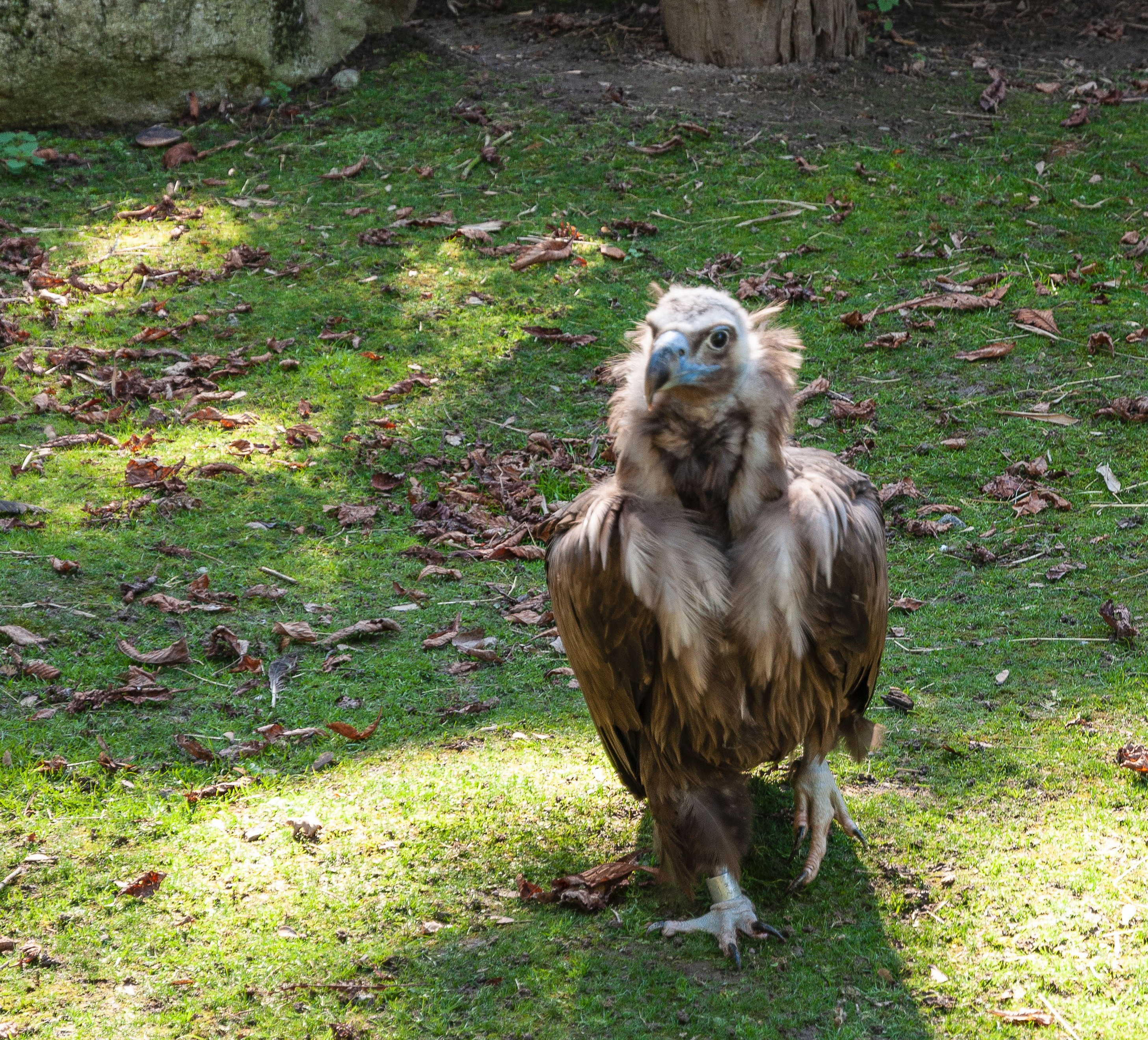
Vautour moine.

Le zoo est particulièrement investi dans la conservation du lémur aux yeux turquoise, à travers un projet de mise en réserve de l'aire de répartition naturelle de cette espèce, ayant abouti en 2007 à la création du parc national Sahamalaza Îles Radama, à Madagascar.
Le zoo soutient financièrement le programme Huro de l'ONG Sauvegarde de la Vie Animale Arboricole (SVAA) engagée en Inde pour la sauvegarde du gibbon hoolock occidental. Ce programme a permis la création d'un centre d'accueil et de réhabilitation, du parc national de Nokrek, de la première école gratuite de la région intégrant l'éducation à la sauvegarde de la biodiversité dans ses programmes, ainsi que le développement de l'écotourisme dans cette région. Le Dr Pierre Moisson, directeur du zoo de Mulhouse, a fait partie du conseil scientifique de ce programme.
Le parc est également à l'origine de la réintroduction dans la nature d'animaux nés à Mulhouse : vautours moines dans le massif des Baronnies, addax dans le sud du Maroc (dès 1995), et tortues cistudes en Alsace.

## Mission pédagogique

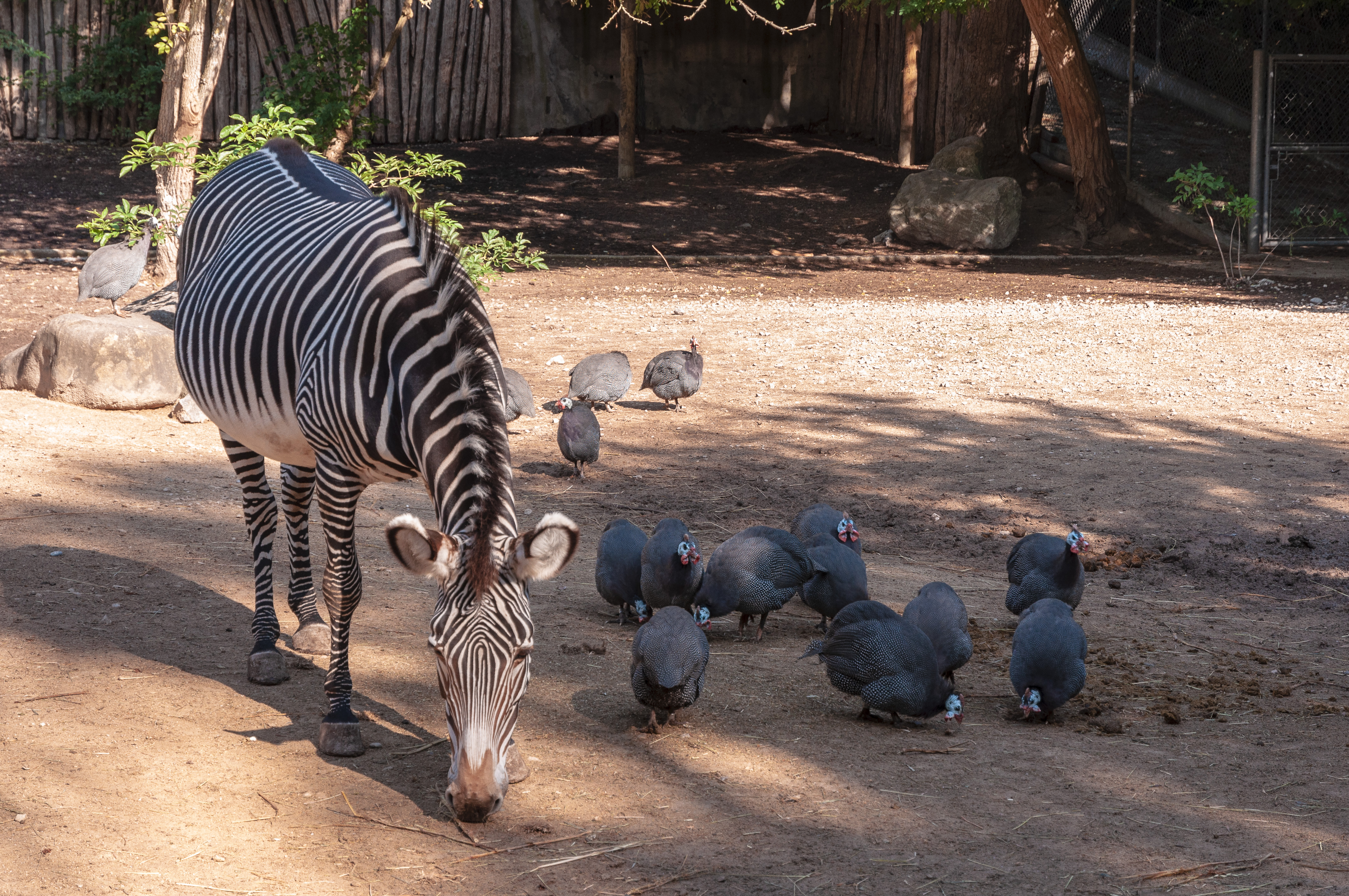
Zèbre de Grévy et Pintades de Numidie.

Le Parc zoologique et botanique de Mulhouse a pour objectif d’accompagner, d’informer et de transmettre. Approximativement 13 000 enfants sont accueillis tous les ans. Dans le cas d’un projet scolaire, le service pédagogique du Parc exerce un rôle de conseil et d’accompagnement. Il opère en véritable partenariat avec les enseignants, les centres de loisirs et les périscolaires.

## Recherche
Le zoo de Mulhouse est à l'origine d'une étude montrant que les gibbons à favoris blancs du Sud (Nomascus siki), les gibbons à favoris blancs du Nord (Nomascus leucogenys) et les gibbons à favoris roux (Nomascus gabriellae), sont trois espèces distinctes, alors que ceux-ci étaient alors considérés comme une seule espèce, connue sous le nom de gibbon concolore. Cette découverte a notamment des applications dans la conservation, celle-ci étant majoritairement tournée vers la conservation des espèces, et beaucoup moins des sous-espèces.
Il a également supervisé, financé et encadré la réalisation de thèses d'exercice vétérinaires, notamment sur les cycles ovariens des gibbons et des capucins à poitrine jaune.
L’expertise scientifique du Parc zoologique et botanique de Mulhouse se forge dans la durée. En 2008 et 2009, deux manuels de nutrition ont été édités, tout particulièrement pour le régime alimentaire des lémuriens, ces primates endémiques de Madagascar. L’établissement s’est spécialisé dans l’élaboration de protocoles d’élevage, notamment pour les oiseaux et des mammifères, autour de deux grands groupes d’espèces de primates, les gibbons et les lémuriens. Son équipe donne régulièrement des conférences auprès du grand public, réalise des présentations scientifiques devant des chercheurs et des zoologistes et participe à des colloques nationaux et internationaux.

## Collection botanique
Avec 3 500 espèces et variétés de végétaux, dont 837 d’arbres et d’arbustes, le Parc zoologique et botanique de Mulhouse présente un paysage diversifié.
Quelque 18 arbres remarquables plantés en 1867 par le paysagiste Geiger Père ponctuent la promenade dans les allées,. Parmi les plus exceptionnels on retrouve l’épicéa bicolore, le thuya géant ou encore le cryptomeria du Japon. Six jardins thématiques sont aussi répartis dans le parc dont le jardin des pivoines, des rhododendrons et des iris.
Le parc, en collaboration avec le service des espaces verts de Mulhouse, s’implique également dans la conservation des plantes et dans des projets de coopération internationale au travers de la reconquête d’espèces végétales au bord de l’extinction. Une cellule spécialisée a été créée en 1985 avec la vocation de sauvegarder des espèces. Elle s’occupe de la conservation ex situ et fait également don de graines ou de plants aux structures régionales afin de leur permettre de renforcer sur le terrain les populations en danger.

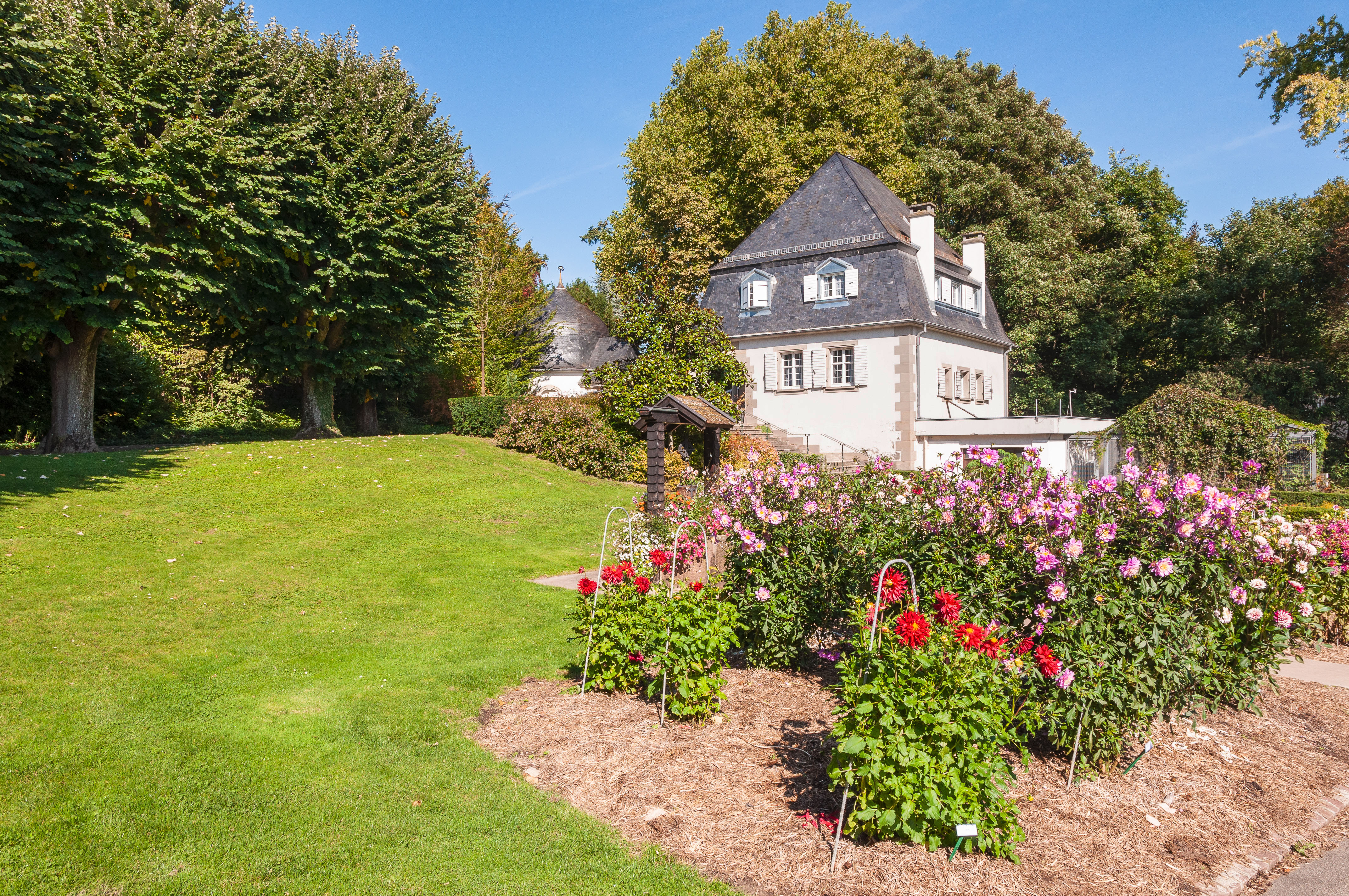
Jardin thématique du Parc zoologique et botanique de Mulhouse.
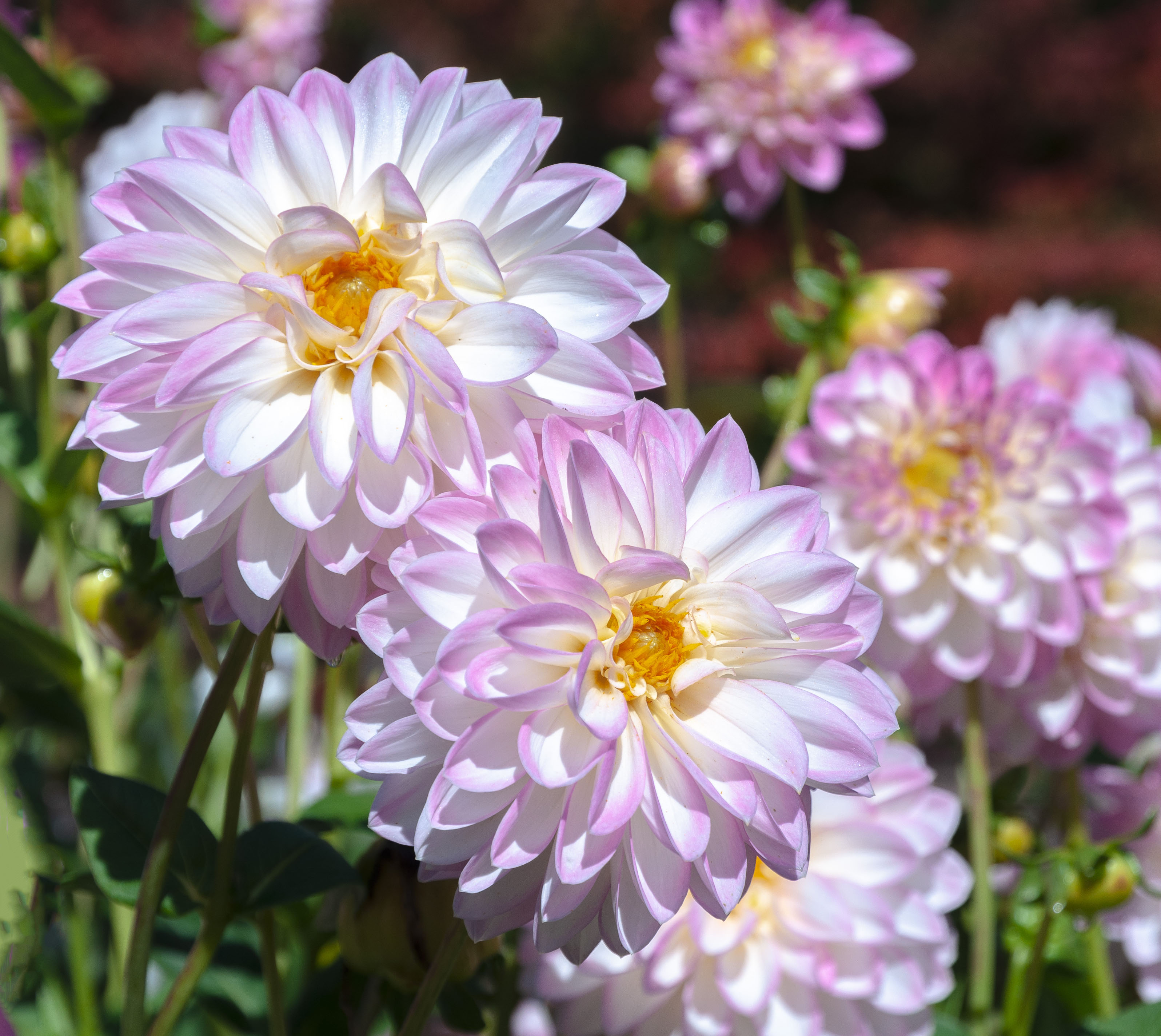
Dahlia pinnata.
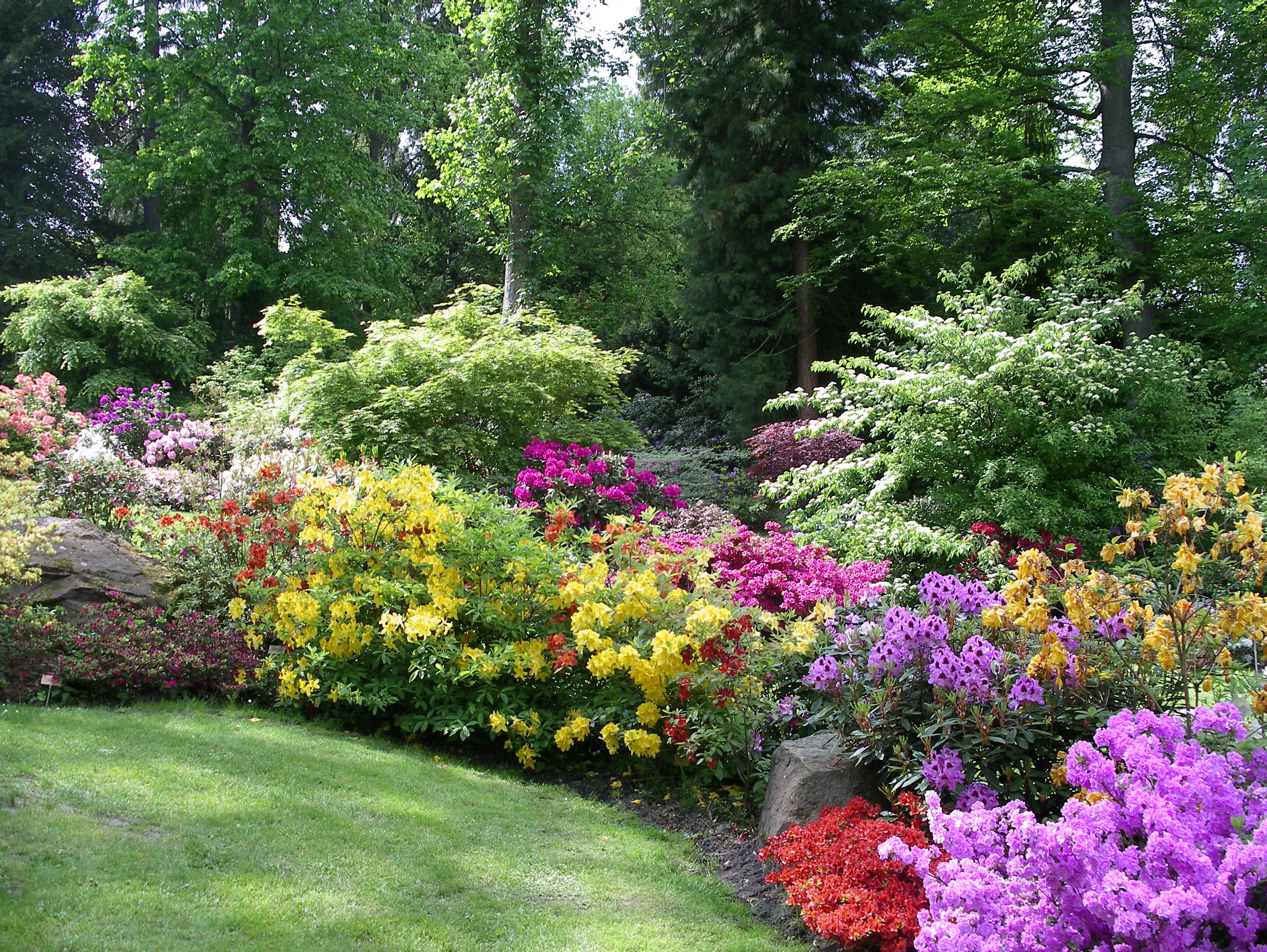
Jardin des rhododendrons.
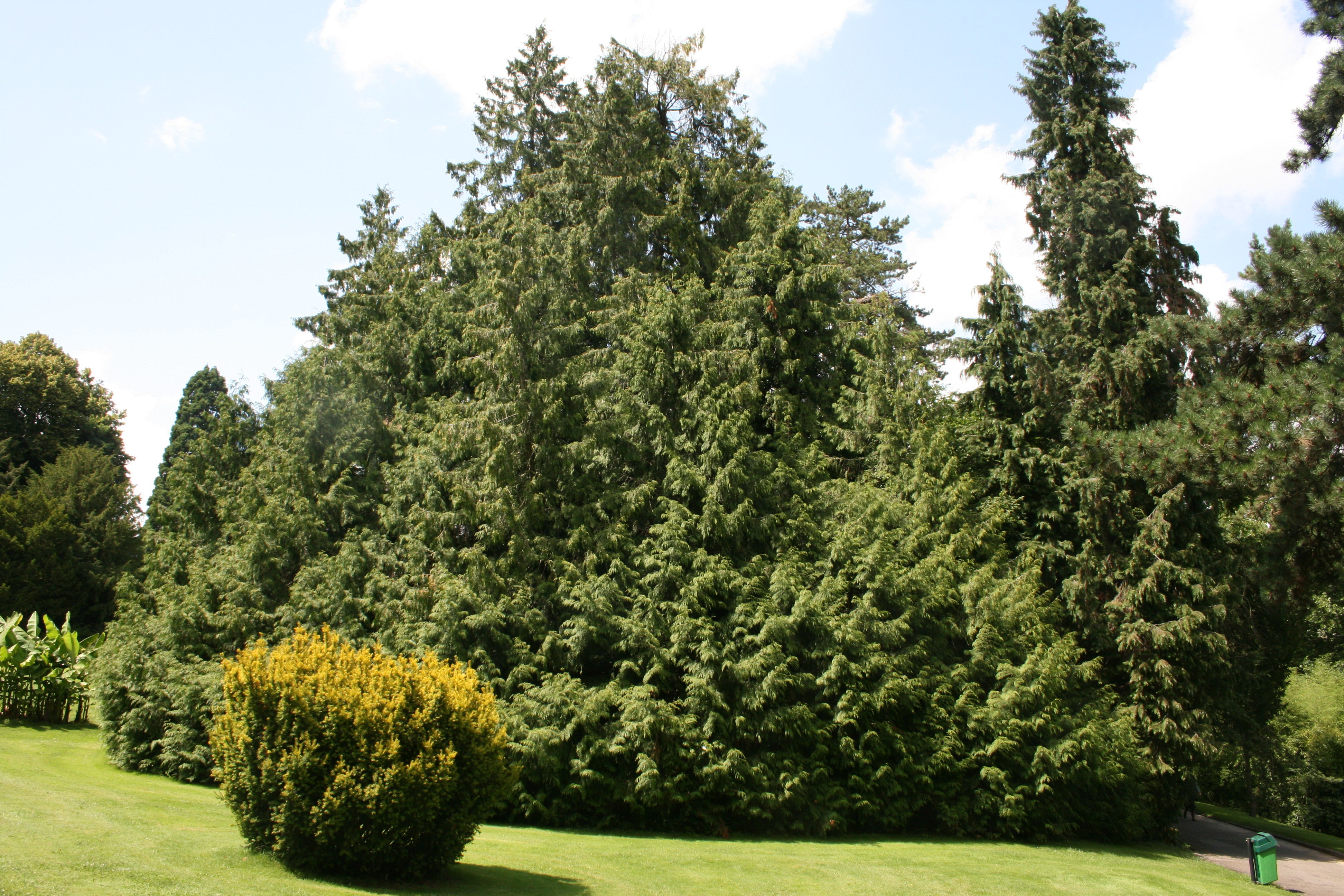
Thuya géant.
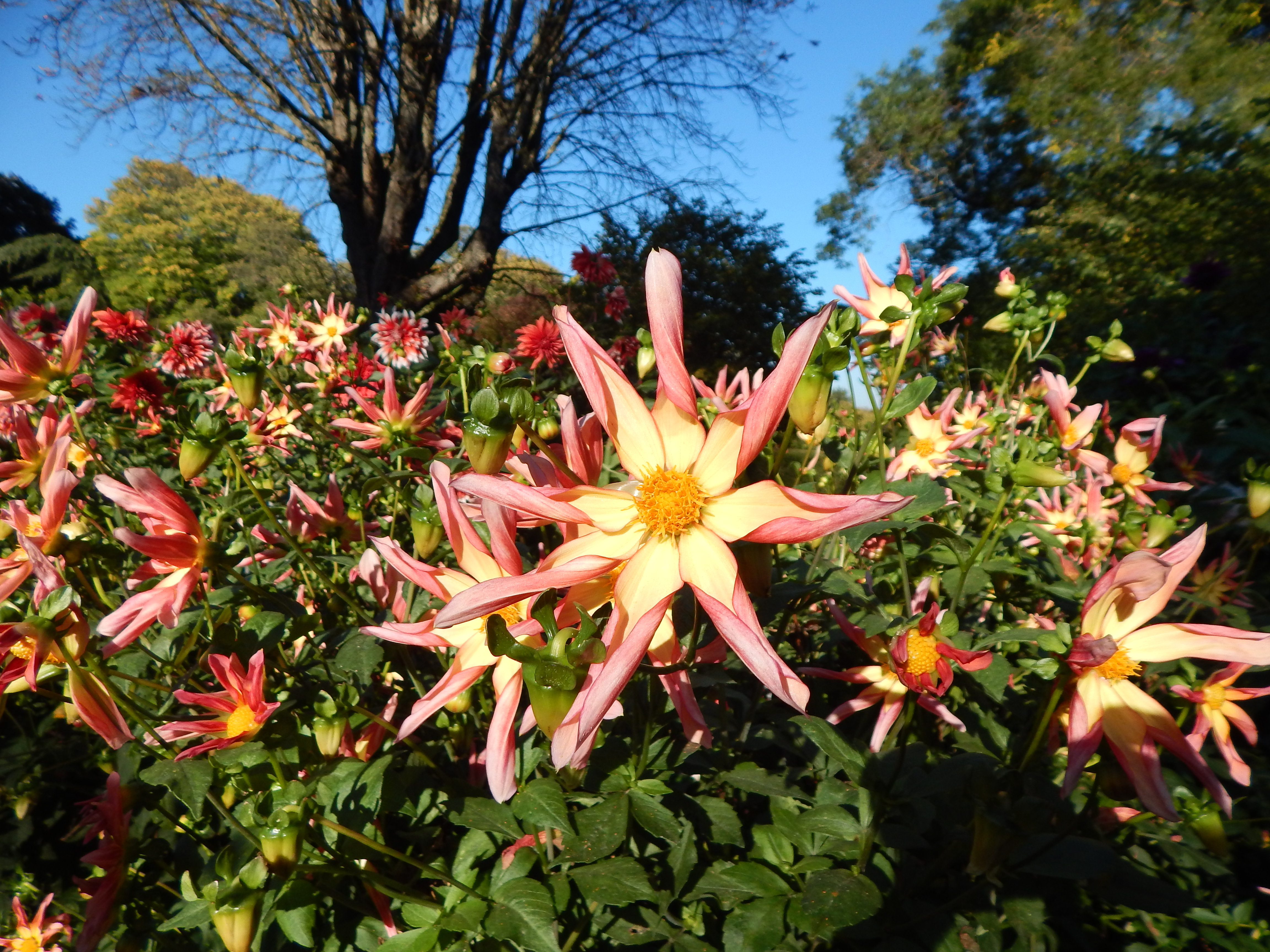
Jardin de dahlias.
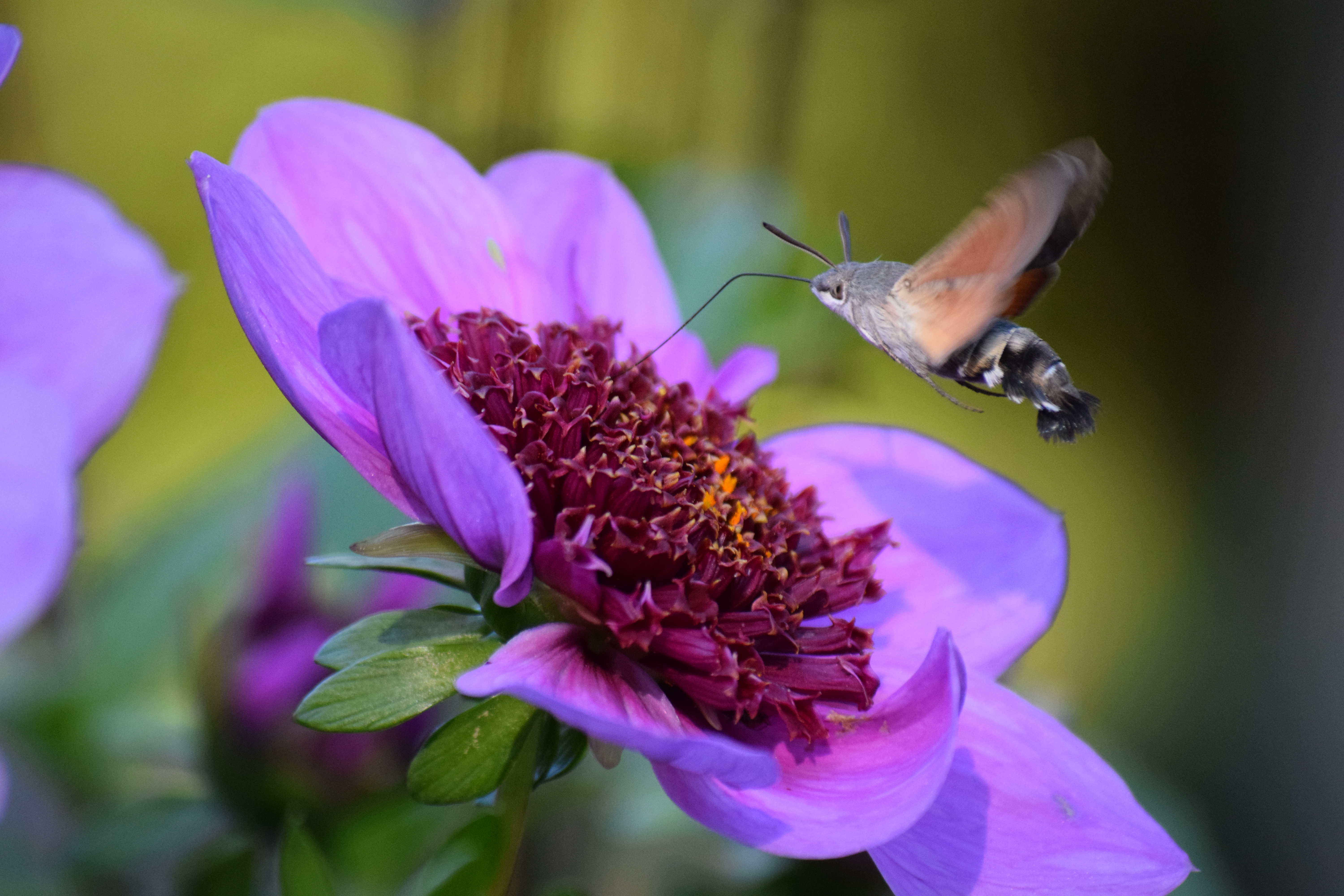
Moro-sphinx et dahlia.

## Économie
En 2014, il est le 1er site touristique du Haut-Rhin et le 3e d’Alsace et accueille chaque année près de 350 000 visiteurs. En 2014 il a accueilli 400 931 visiteurs. En 2015, 381 174, puis en 2016, 357 071, il est alors le 5e site touristique du Grand Est, derrière le parc d'attractions Nigloland, le château du Haut-Koenigsbourg, le Zoo d'Amnéville et l'Ossuaire de Douaumont. En 2024, le parc zoologique et botanique de Mulhouse accueille 295 500 visiteurs.
En 2017, il employait 62 salariés.